# Universidad de Carolina del Norte en Chapel Hill
La Universidad de Carolina del Norte en Chapel Hill, también conocida como UNC por sus siglas en inglés, o simplemente Carolina, es una universidad pública con sede en Chapel Hill, Carolina del Norte, Estados Unidos. Fundada en 1789, la universidad comenzó a matricular estudiantes en 1795, lo que la convierte en una de las tres instituciones que reclaman el título de ser la universidad pública más antigua de Estados Unidos, junto con Georgia y William and Mary. Carolina del Norte es una de las ocho universidades reconocidas como Public Ivy.

## Historia
Tras ser constituida por la Asamblea General de Carolina del Norte el 11 de diciembre de 1789, la piedra angular de la universidad fue colocada el 12 de octubre de 1793, cerca de las ruinas de una capilla, localización elegida por su ubicación central dentro del estado. Al ser la primera universidad pública constituida bajo la Constitución de los Estados Unidos, la Universidad de Carolina del Norte en Chapel Hill es considerada la universidad pública más antigua de Estados Unidos y la única institución capaz de conferir licenciaturas en el siglo XVIII.
Durante la Guerra Civil, el gobernador de Carolina del Norte David Lowry Swain persuadió al presidente confederado Jefferson Davis de eximir a algunos estudiantes con respecto al proyecto, por lo que la universidad era uno de los pocos de la Confederación que logró mantenerse abierta. Sin embargo, Chapel Hill fue el municipio sureño que mayor pérdida de población sufrió durante la guerra de secesión, lo que hizo que el número de alumnos disminuyera considerablemente. Debido a que la población estudiantil no se recuperó lo suficientemente rápido, la universidad se vio en la obligación de cerrar durante la reconstrucción, del 1 de diciembre de 1870 al 6 de septiembre de 1875.
A pesar del escepticismo inicial de la universidad, el presidente Frank Porter Graham, el 27 de marzo de 1931, aprobó una ley para agrupar a la Universidad de Carolina del Norte con el Colegio dei Estado de Agricultura e Ingeniería y la Facultad de Mujeres de la Universidad de Carolina del Norte para formar la Universidad consolidada de Carolina del Norte. En 1963, la universidad consolidada se hizo totalmente mixta, aunque la mayoría de las mujeres todavía asistía a la Facultad para Mujeres durante sus dos primeros años, transfiriéndose a Chapel Hill como jóvenes, ya que se requerían estudiantes de primer año que vivieran en el campus y solo había una residencia universitaria de mujeres. Como resultado, la Facultad de la Mujer recibió el nombre de "Universidad de Carolina del Norte en Greensboro", y la Universidad de Carolina del Norte se convirtió en la "Universidad de Carolina del Norte en Chapel Hill". En 1955, UNC Chapel Hill desagregó oficialmente sus divisiones de grado.
Durante la Segunda Guerra Mundial, la UNC Chapel Hill fue una de las 131 universidades y colegios a nivel nacional que participaron en el Programa de Capacitación de Colegios Navales V-12, que ofrecieron a los estudiantes una ruta de acceso a una comisión de la marina de guerra.

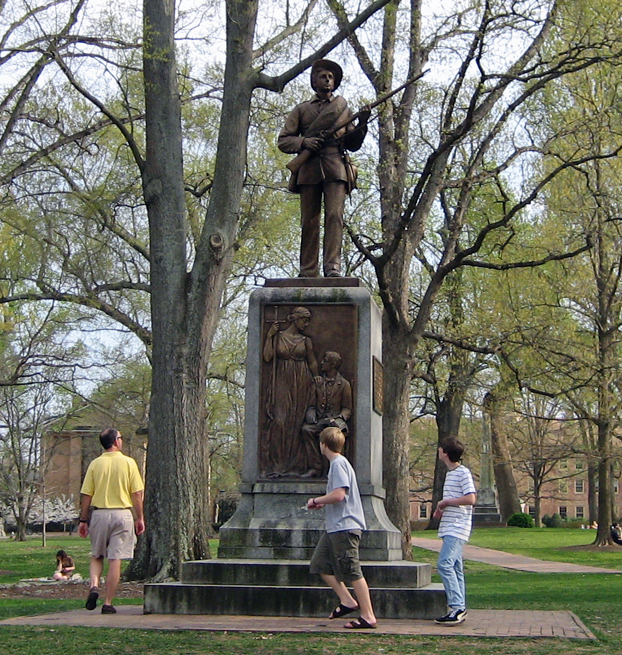
Soldado confederado Silent Sam "Silencioso Sam", Universidad de Carolina del Norte en Chapel Hill por el escultor John Wilson.

Durante la década de 1960, el campus fue el lugar de una protesta política significativa. Antes de la aprobación del Acta de Derechos Civiles de 1964, las protestas sobre la segregación racial local, comenzaron en silencio en los restaurantes de la calle Franklin y dieron lugar a manifestaciones masivas y disturbios. El clima de malestar social hizo que en 1963 la Ley de Prohibición de Altavoz prohibiera los discursos de los comunistas en los campus del estado de Carolina del Norte. La ley fue criticada de inmediato por el canciller de la universidad William Brantley Aycock y el presidente universitario William Friday, pero no fue revisada por la Asamblea general de Carolina del Norte hasta 1965. Las pequeñas modificaciones para permitir visitas "poco frecuentes" fallaron en tranquilizar a los estudiantes, especialmente cuando el consejo de administración de la universidad anuló la decisión del nuevo Canciller Paul Frederick de Sharp de permitir las invitaciones al altavoz del marxista Herbert Aptheker y las libertades civiles del activista Frank Wilkinson; de cualquier manera los dos altavoces llegaron a Chapel Hill. Wilkinson habló fuera de la escuela, mientras que más de 1.500 estudiantes vieron el discurso de Aptheker a través de una pared baja del en el borde del campus, bautizada como "muro de Dan Moore" por el periódico The Daily Tar Heel por el gobernador Dan K. Moore. Un grupo de estudiantes de UNC Chapel, encabezados por el presidente del Consejo Estudiantil Paul Dickson, presentaron una demanda en la Corte Federal de Estados Unidos y el 20 de febrero de 1968 la Ley de Prohibición de Altavoz fue revocada. En 1969, trabajadores de la alimentación del campus de Lenoir Salón se declararon en huelga tras percibir injusticias raciales que impactaron a su empleo, obteniendo el apoyo de los grupos de estudiantes y miembros de la comunidad universitaria y de Chapel Hill.
Desde finales de 1990 en adelante, UNC Chapel Hill se expandió rápidamente con un aumento del 15% en la población total de estudiantes a más de 28.000 en 2007. Esto fue acompañado por la construcción de nuevas instalaciones, financiada en parte por el "Carolina First" campaña de recaudación de fondos y una dotación que se cuadruplicó a más de $2 mil millones en solo diez años. El profesor Oliver Smithies fue galardonado con el Premio Nobel de Medicina en 2007 por su trabajo en la genética. Además, Aziz Sancar fue galardonado con el Premio Nobel de Química en 2015 por su trabajo en la comprensión de los mecanismos moleculares de reparación de ADN.
Entre los líderes notables de la universidad se incluyen el 26.º gobernador de Carolina del Norte, David Lowry Swain (presidente 1835-1868); y Edwin Anderson Alderman (1896-1900), que también fue presidente de la Universidad de Tulane y la Universidad de Virginia. El actual rector es Carol Folt, la primera mujer en ocupar el cargo.

## Campus

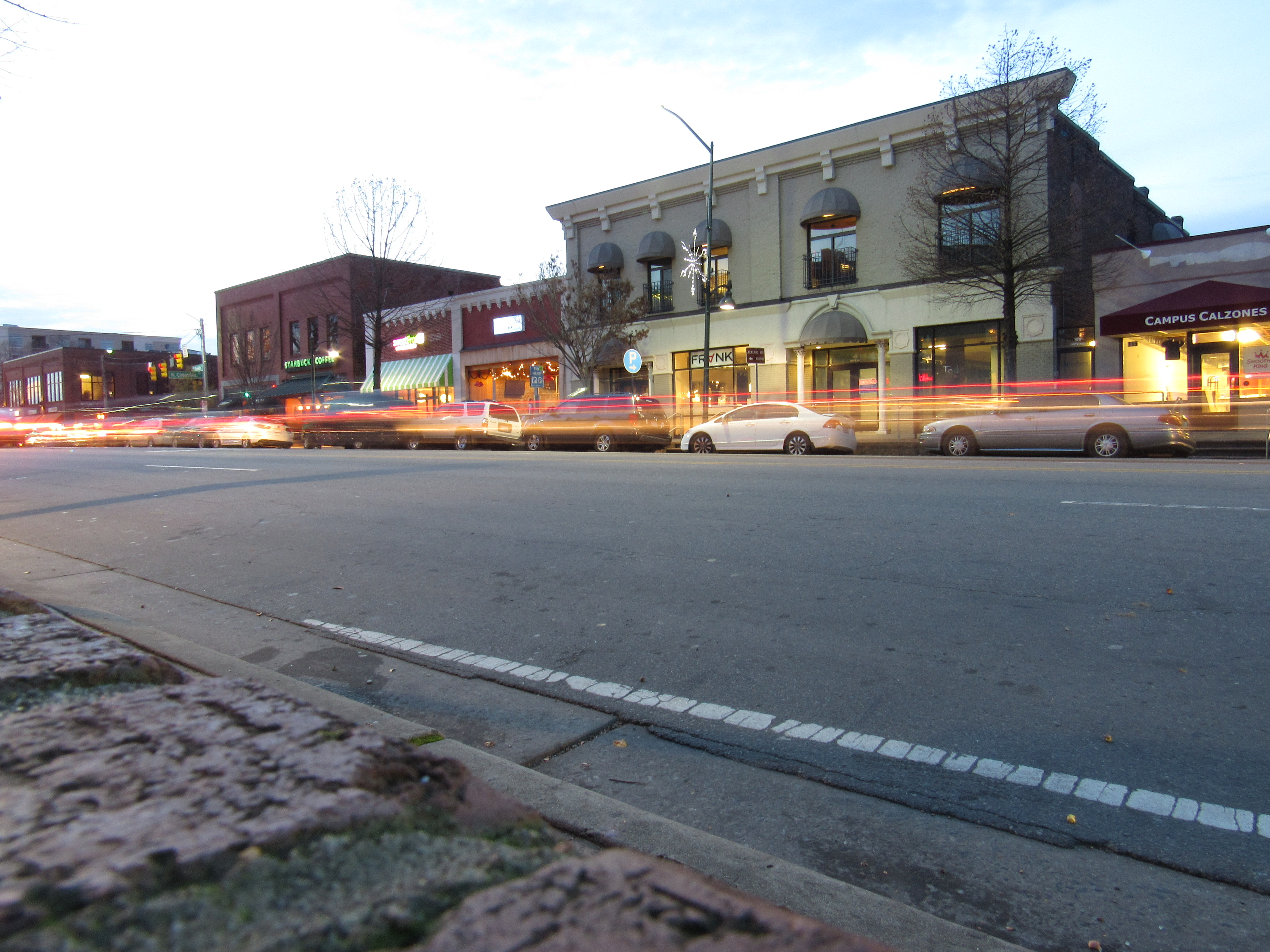

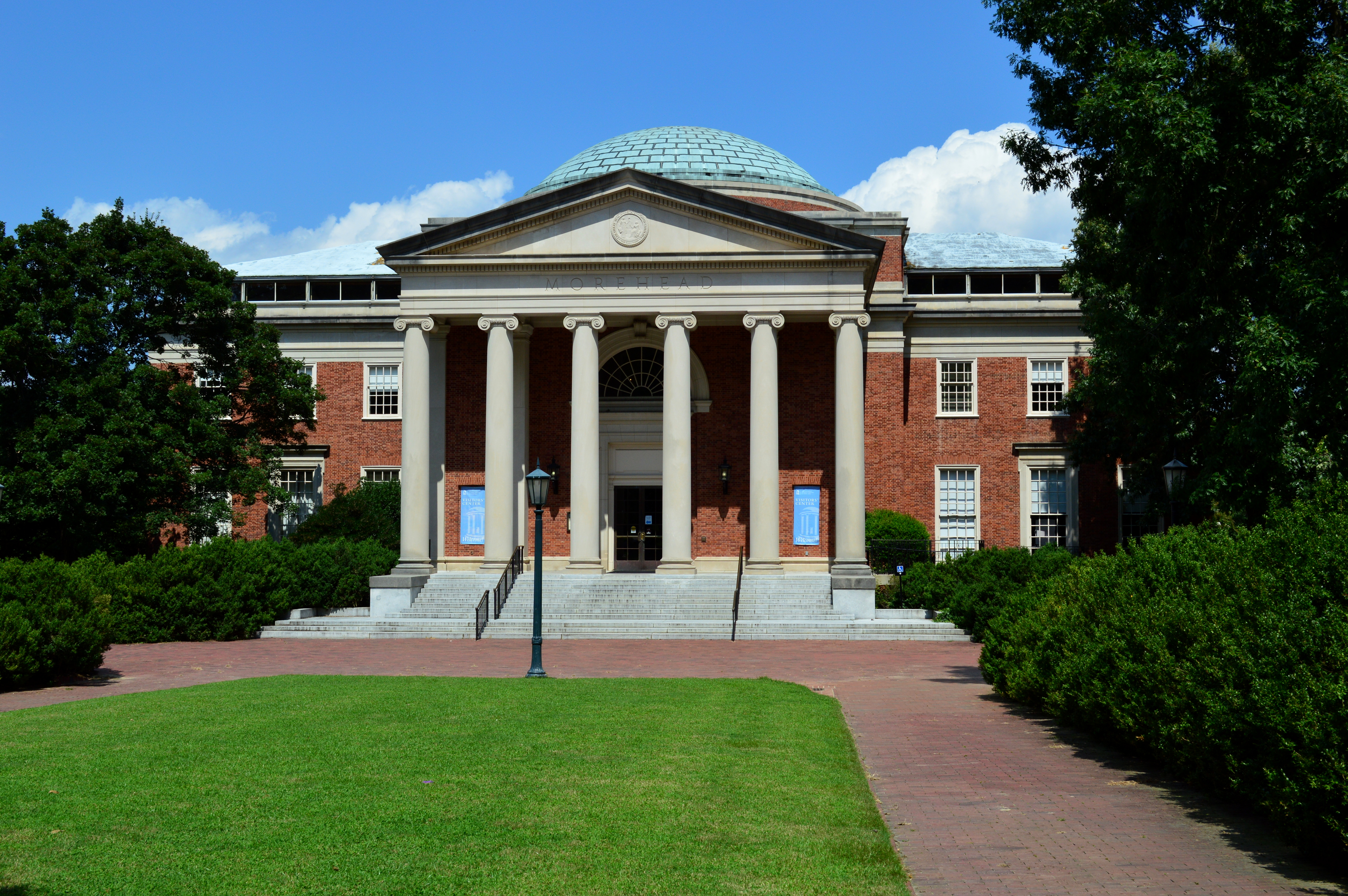
El Planetario Morehead, diseñado por Eggers y Higgins, abrió por primera vez en 1949.

Los 729 acres con los que cuenta el campus de UNC Chapel Hill se encuentra dominado por 2 patios centrales: Polk Place y McCorkle Place. Polk Place lleva el nombre del nativo y alumno de la universidad el presidente James K. Polk, y McCorkle Place lleva el nombre en honor de Samuel Eusebius McCorkle, autor original del proyecto de ley que solicita el estatuto de la universidad.
Junto a Polk Place hay un patio con un ladrillo hundido conocido como La Fosa o Pit en inglés, donde los estudiantes se reúnen frecuentemente a tener debates con ponentes como el Pit Predicador. El Campanario Morehead-Patterson, situado en el corazón del campus, repica los cuartos de hora. En 1999, la UNC Chapel Hill fue una de los dieciséis receptores de los premios Medallion de la Sociedad Americana de Arquitectos Paisajistas y fue identificada como una de las 50 universidades "obras de arte" por T. A. Gaines en su libro El Campus como una obra de arte.
El campus de la universidad se divide en tres regiones de manera informal. Por lo general se denominan "Campus Norte", "Campus Medio" y "Campus Sur". El Campus Norte incluye los dos patios, junto con La Fosa, la Asociación de Estudiantes Frank Porter Graham, y las bibliotecas Davis, House y Wilson. Casi todas las aulas están ubicadas en el campus norte junto con varias residencias para profesionales. El Campus Medio incluye Fetzer Field y el gimnasio Woollen junto con el Centro de Recreación del Estudiante, Estadio Kenan Memorial, la pista al aire libre Irwin Belk, la Casa Eddie Smith Field, el Estadio Boshamer, el auditorio Carmichael, el Centro de Piedra Sonja Haynes para la Historia y Cultura Negra, la Escuela de Gobierno de la Facultad de Derecho, el centro de alumnos George Watts Hill, el complejo Ram's Head (con un comedor, garaje, tienda de comestibles, y gimnasio) y varias residencias. El campus Sur incluye el centro de Dean Smith para el baloncesto de los hombres, el Koury Natatorium, la Facultad de Medicina, los hospitales de la UNC, la escuela de negocios Kenan-Flagler y las residencias de estudiantes más nuevos.

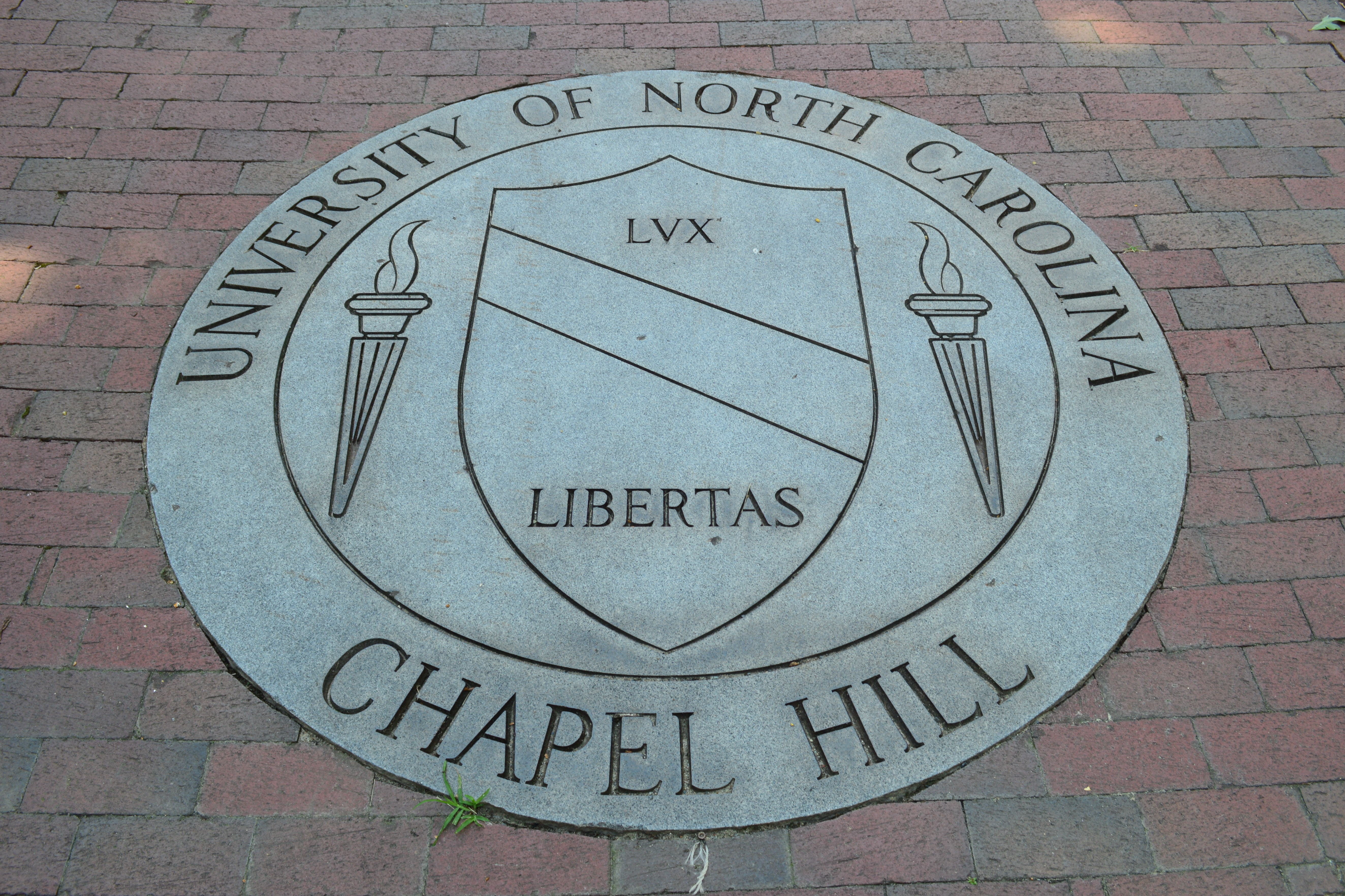
Una representación del sello de la universidad, que se encuentra enfrente del edificio sur. Dedicado por la clase de 1989, marca la ubicación geográfica exacta de la UNC Chapel Hill.

La construcción de un nuevo campus satélite, Carolina Norte, fue aprobado en 2007 y se situara en el espacio del aeropuerto Horacio Williams. Está también prevista otra construcción para ser principalmente un parque de investigación con instalaciones científicas expandidas, pero que también incluirá aulas y edificios residenciales para hacer frente a futuros aumentos en la población estudiantil.

### Sostenibilidad
Los principios de sostenibilidad se han integrado en gran parte de la UNC Chapel Hill. En el ámbito de la construcción verde, la universidad requiere que todos los nuevos proyectos cumplan con los requisitos de certificación en Plata LEED y está en proceso de construcción del primer edificio en Carolina del Norte en recibir el estatus de Platinum LEED. La galardonada instalación de cogeneración de la UNC Chapel Hill produce una cuarta parte de la electricidad y todo el vapor utilizado en el campus. En 2006, la universidad y el pueblo de Chapel Hill acordaron de forma conjunta reducir las emisiones de gases de efecto invernadero un 60% para el año 2050, convirtiéndose en la primera asociación ciudad-universidad en el país en hacerlo. A través de estos esfuerzos, la universidad logró una calificación de "A-" en el Reporte de Sostenibilidad del 2010 del Colegio del Instituto para la Sostenibilidad. Únicamente 14 de 300 universidades recibieron una puntuación mayor.

### Sitios Old Well y McCorkle

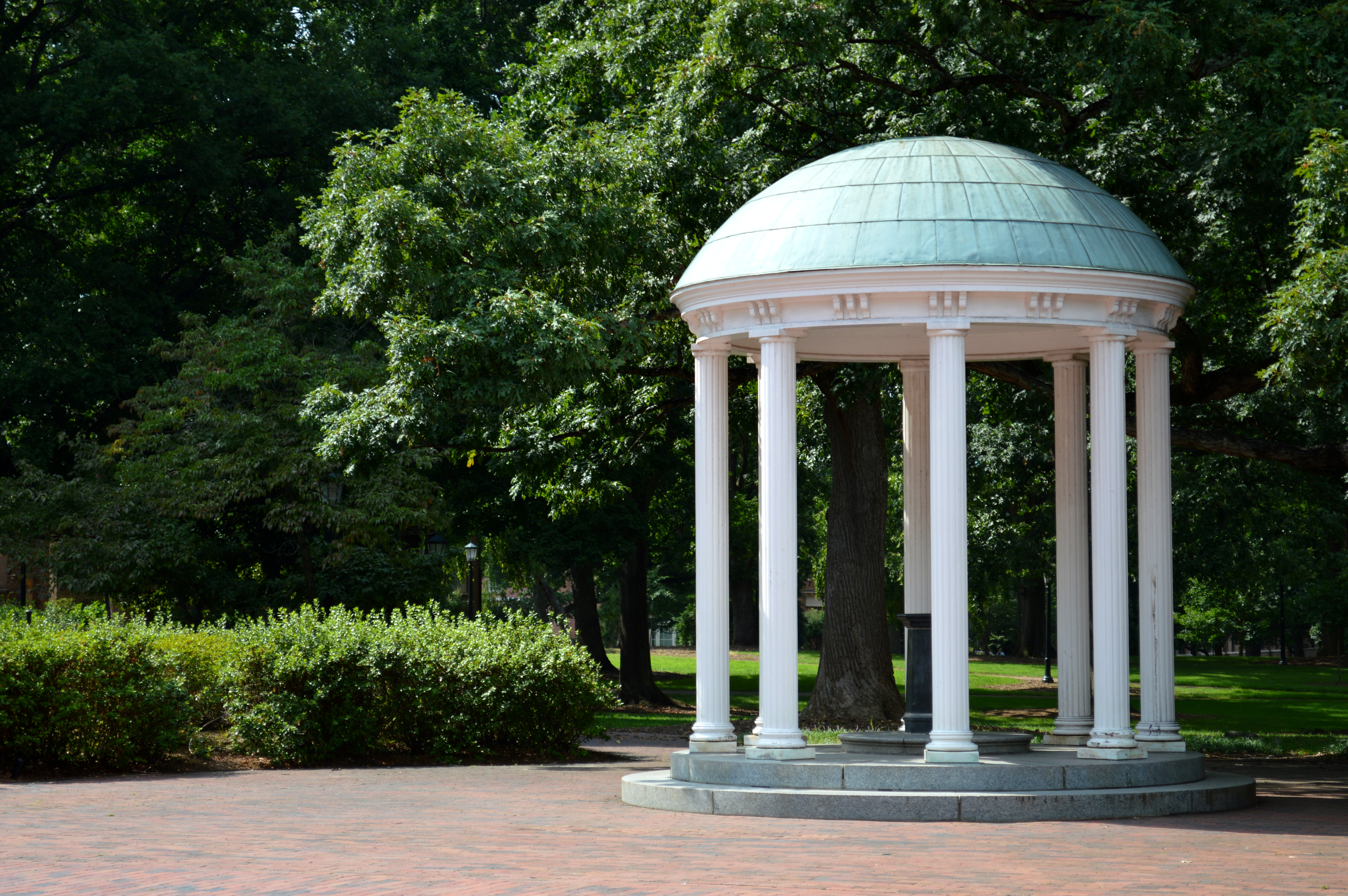
Old Well, el pozo viejo, símbolo de la universidad que se sitúa en el corazón del campus.

El símbolo más perdurable de la universidad es el viejo pozo (Old Well), una pequeña rotonda neoclásica inspirada en el templo del amor de los jardines de Versalles, en la misma ubicación que el pozo original que proporcionó el agua para la escuela. El pozo se sitúa en el extremo sur del McCorkle Place, el patio norte, entre dos de los edificios más antiguos del campus, Antiguo Oriente y Viejo Oeste. También se encuentra junto al McCorkle Place el álamo Davie en el que el fundador de la universidad, William Richardson Davie, supuestamente seleccionó la ubicación de la universidad. La leyenda del álamo Davie dice que si el árbol cae, también lo hará la UNC Chapel Hill. Debido a la salud cuestionable del árbol, de los daños causados por el mal tiempo como el huracán Fran en 1996, la universidad ha plantado dos clones genéticos cercanos llamados álamo Davie Jr. y álamo Davie III. El segundo clon, álamo Davie III, fue plantado en conjunción con la celebración del bicentenario de la universidad en 1993 por el presidente Bill Clinton.

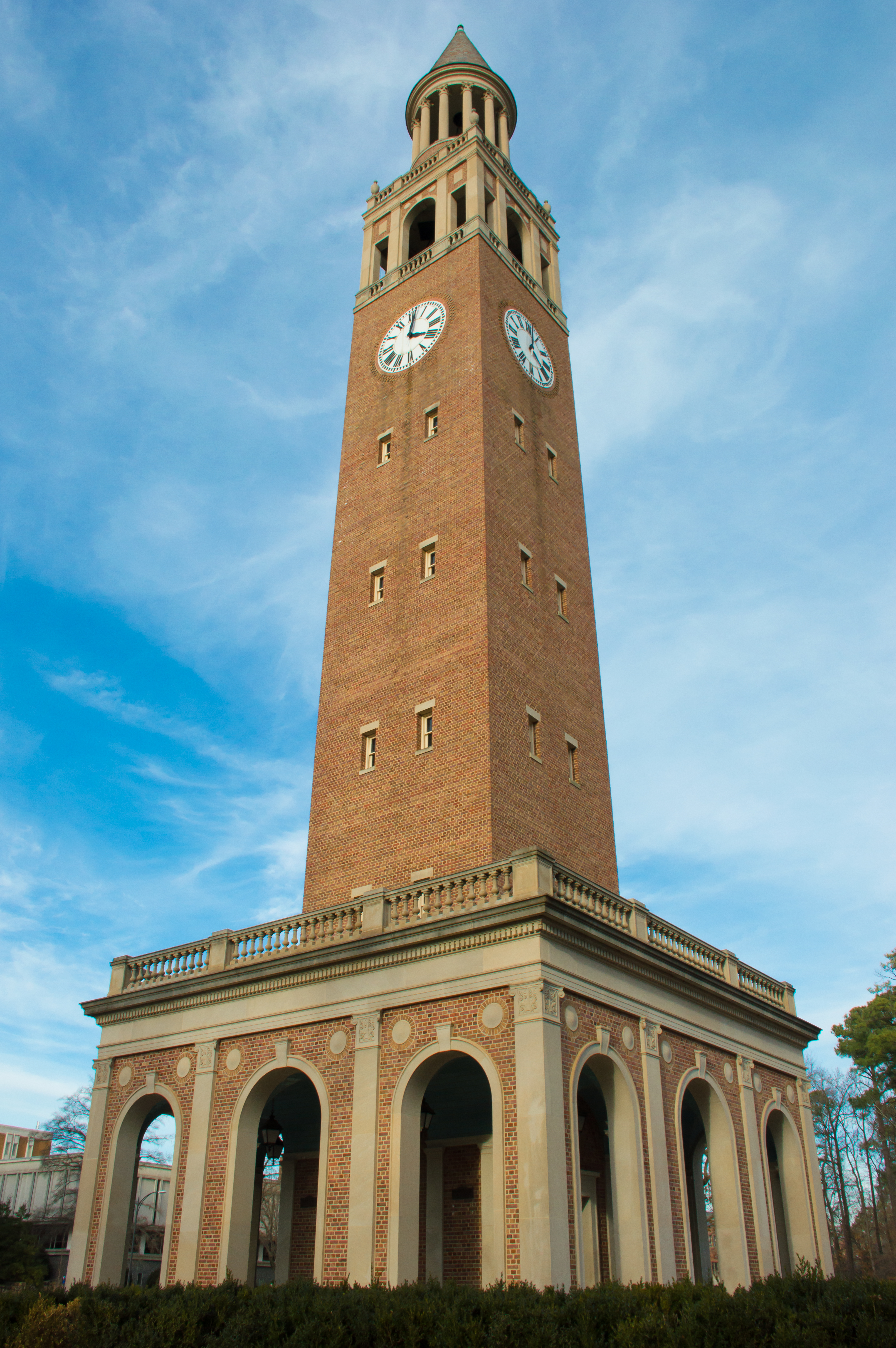
El Campanario Morehead-Patterson se completó en 1931 y cuenta con 172 pies de altura.

Otro hito de la universidad es el monumento confederado, conocido por los estudiantes como Sam Silencioso (Silent Sam), erigido para conmemorar a los estudiantes de la UNC Chapel Hill, que murieron luchando por la Confederación. La estatua ha sido en ocasiones perseguida por la controversia, algunos críticos afirman que el monumento evoca recuerdos del racismo y la esclavitud, otros mantienen que "Silent Sam" es simplemente algo histórico y una parte de la rica herencia del Sur. La estatua representa a un soldado armado con un rifle, pero que carece de caja de cartuchos. Por lo tanto, Silent Sam no lleva municiones y es un soldado "benigno". La estatua fue erigida en 1913 por las Hijas Unidas de la Confederación en honor a los héroes de la Confederación de la escuela. El 20 de agosto de 2018 el monumento fue derribado por manifestantes y todavía hay debate sobre que hacer con la estatua
A los estudiantes miembros de las sociedades dialécticas y filantrópicas de la universidad no se les permite caminar sobre el pasto del McCorkle Place por respeto al desconocido lugar de descanso de Joseph Caldwell, el primer presidente de la universidad.
El campanario Morehead-Patterson fue encargado por John Motley Morehead III, el benefactor de la prestigiosa Beca Morehead. La cobertura y el paisaje circundante fue diseñado por William C. Coker, profesor de botánica y creador del Campus Arboretum. Tradicionalmente las personas mayores tienen la oportunidad de subir a la torre un par de días antes de inicios de mayo.
El histórico Teatro Playmakers se encuentra en la Avenida Cameron entre los McCorkle y Polk Places. Fue diseñado por Alexander Jackson Davis, el mismo arquitecto que renovó la fachada norte del Antiguo Oriente en 1844. El edificio orientado hacia el este se completó en 1851 y sirvió inicialmente como biblioteca y como salón de baile. Originalmente fue nombrado Smith Hall en honor del gobernador de Carolina del Norte, el general Benjamin Smith, ayudante especial de George Washington durante la Guerra de Independencia y benefactor temprano de la Universidad. Cuando la biblioteca se trasladó a la Hill Hall en 1907, la Facultad de Derecho ocupó Smith Hall hasta 1923. En 1925, la estructura fue renovada y se utilizó como escenario por el grupo de teatro universitario, los Playmakers Carolina. Se ha mantenido como teatro hasta la actualidad. Louis Ronda Wilson escribió en 1957 que el Teatro Playmakers es la "joya de la arquitectura del campus". Fue declarado Monumento Histórico Nacional en 1973. En la actualidad, el edificio es un lugar para producciones teatrales, conciertos de estudiantes y eventos patrocinados por los departamentos académicos. En 2006, la universidad comenzó una renovación del Teatro Playmakers, que ha incluido un trabajo de pintura exterior y remodelaciones en su interior. Se espera que la renovación se completara a finales del 2010.

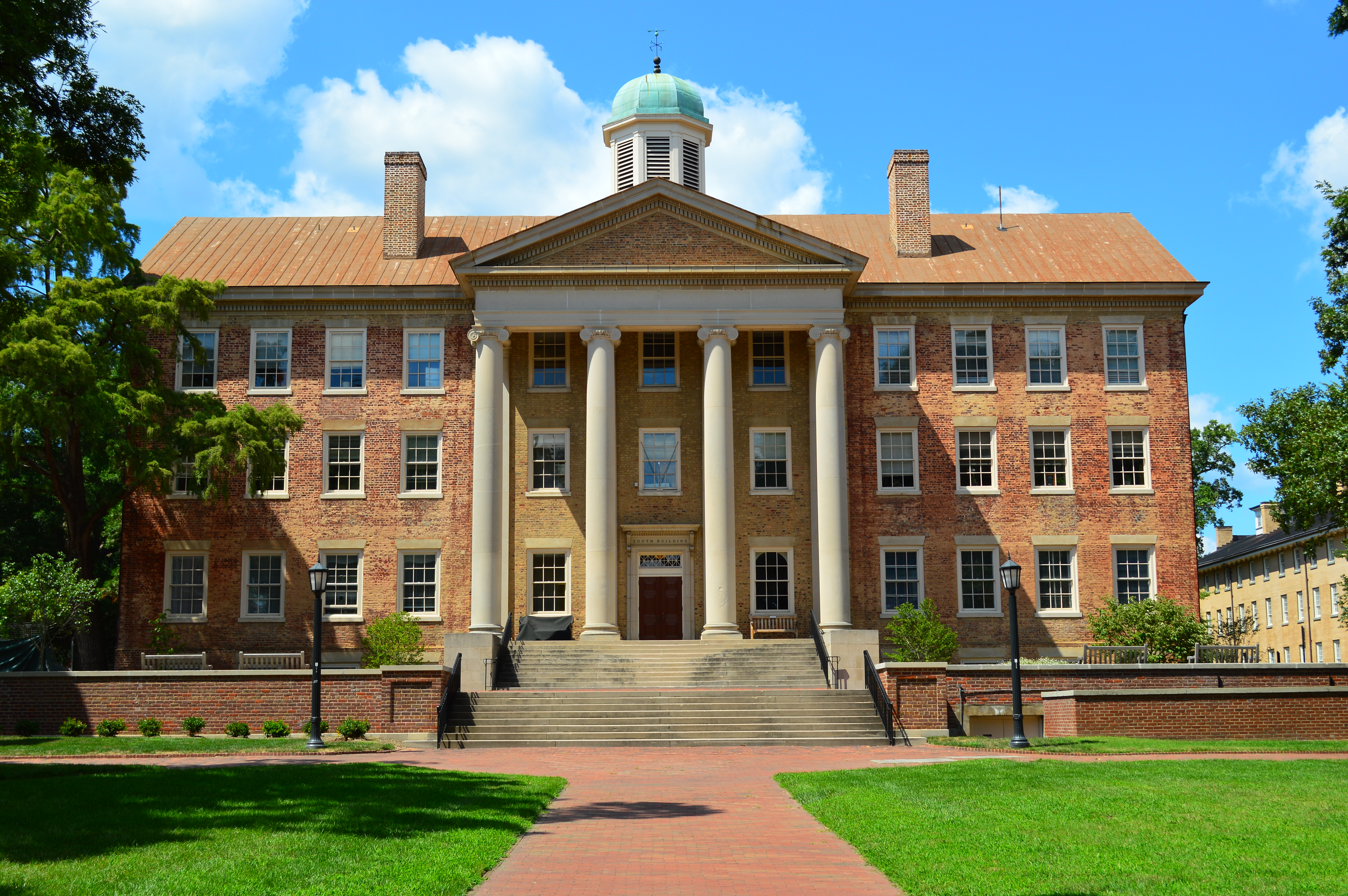
Edificio Sur, oficinas administrativas del canciller y el Colegio de Artes y Ciencias

## Titulaciones
La universidad ofrece 71 grados, 107 maestrías y 74 doctorados a través de catorce facultades y escuelas. La universidad matricula a más de 28.000 estudiantes de los 100 condados de Carolina del Norte, de los otros 49 estados y de otros 47 países. Es la segunda universidad más grande del Estado después de la Universidad Estatal de Carolina del Norte. La ley estatal requiere que el porcentaje de estudiantes de Carolina del Norte en cada clase de primer año sea un mínimo del 82%. El cuerpo estudiantil se compone de 17,981 estudiantes de licenciatura y 10.935 estudiantes graduados y profesionales (a partir de otoño de 2009). Las minorías comprenden el 30,8% de la población de licenciatura de la UNC Chapel Hill y las solicitudes de estudiantes internacionales se han más que duplicado en los últimos cinco años (de 702 en 2004 a 1.629 en 2009). El ochenta y nueve por ciento de los estudiantes que se inscriben en primer año en 2009 informó un GPA de 4.0 o más en una escala ponderada 4.0. Los estudiantes de UNC Chapel Hill son fuertes competidores en becas nacionales e internacionales. En 2009, dos estudiantes de último año de UNC Chapel Hill ganaron las Becas Rhodes. Las especialidades más populares en la UNC Chapel Hill son Biología, Administración de Empresas, Psicología, Medios de Comunicación y Periodismo y Ciencias Políticas. UNC Chapel Hill también dispone de 300 programas de estudios en el extranjero en 70 países.
A nivel de grado, todos los estudiantes deben cumplir una serie de requisitos de educación general como parte del plan de estudios Making Connections, que se introdujo en 2006. Inglés, ciencias sociales, historia, lengua extranjera, matemáticas y ciencias naturales son cursos que se requieren a todos los estudiantes, asegurando que reciban una educación liberal en artes. La Universidad también ofrece una amplia gama de seminarios de primer curso para estudiantes de nuevo ingreso. Después de su segundo año, los estudiantes pasan a la Facultad de Artes y Ciencias, o eligen un programa de carrera profesional dentro de las escuelas de medicina, enfermería, negocios, educación, farmacia, la información y la biblioteca de la ciencia, la salud pública o los medios de comunicación y el periodismo.  Los estudiantes universitarios tienen un límite de ocho semestre de estudio.

## Admisiones
El proceso de admisión a la UNC Chapel Hill es "más selectivo", según US News & World Report. La ley estatal requiere que el porcentaje de estudiantes del estado por cada clase de primer año sea al menos 82%, lo que hace que la admisión de fuera del estado sea muy selectiva. Para estudiantes de primer año en el otoño del 2015, 9.510 fueron aceptadas de 31.953 solicitantes, una tasa de aceptación del 30% y 4.076 personas las inscritas. Las mujeres constituían el 59% de la clase entrante; los hombres 41%.
Entre los estudiantes de primer año que se matricularon en el otoño de 2015, los resultados del SAT para la gama media del 50% fueron mejores que 600-710 para la lectura crítica, 620 a 720 para las matemáticas y 590-700 para la escritura. Las puntuaciones ACT compuestas para la gama media del 50% fueron a partir 28-33. En cuanto a la clasificación en la clase, el 77% de los estudiantes de primer año matriculados estaban en el 10% superior de sus clases de secundaria.

## Departamento de Políticas Públicas
El Departamento de Políticas Públicas de UNC se estableció en 2001. Es un programa de política pública que ofrece especializaciones en áreas como la política sanitaria mundial, la política de la educación, la política fiscal, y la justicia social.
Establecido en 1979, el Plan de Estudios de Análisis de Políticas Públicas fue uno de los primeros programas de licenciatura en la política pública, y un miembro fundador de la Asociación Nacional de Análisis de Políticas Públicas y Gestión. Se aumentó en 1991 por un plan de estudios de doctorado interdisciplinario en el análisis de políticas públicas. En 1995 los dos programas de estudio se reunieron y comenzaron a reclutar su propio núcleo de profesores. En 2001 el plan de estudios combinados se convirtió en el actual Departamento de Política Pública.

## Código de Honor
La universidad cuenta con un Código de Honor muy antiguo conocido como el "Instrumento de Gobierno Judicial del Estudiante", complementado por un completo Sistema de Honor dirigido por los estudiantes para resolver problemas con los estudiantes acusados de delitos académicos y de conducta contra la comunidad universitaria. El sistema de honor se divide en tres ramas: el personal del Estudiante Fiscal General, la Corte de Honor y el Sistema de Extensión de Honor. El Estudiante Fiscal General es designado por el presidente del Consejo Estudiantil para investigar todas las denuncias de violaciones al Código de Honor y determinar si debe o no presentar cargos contra el estudiante como se detalla en el "Instrumento". El Fiscal General es apoyado por un selecto personal de alrededor de 40 estudiantes. La Corte de Honor está dirigida por el presidente, que es designado por el presidente del Consejo Estudiantil, y apoyada por los Vicepresidentes que adjudican las audiencias de todos los estudiantes. La Corte de Honor en su conjunto se compone de unos 80 estudiantes seleccionados. El Sistema de Extensión de Honor es una rama del sistema dedicado exclusivamente a la promoción de honor y la integridad de la comunidad universitaria. UNC Chapel Hill es la única universidad pública, con la excepción de las academias militares, que tiene un sistema completamente dirigido por los estudiantes desde el principio hasta el final del proceso.

## Bibliotecas

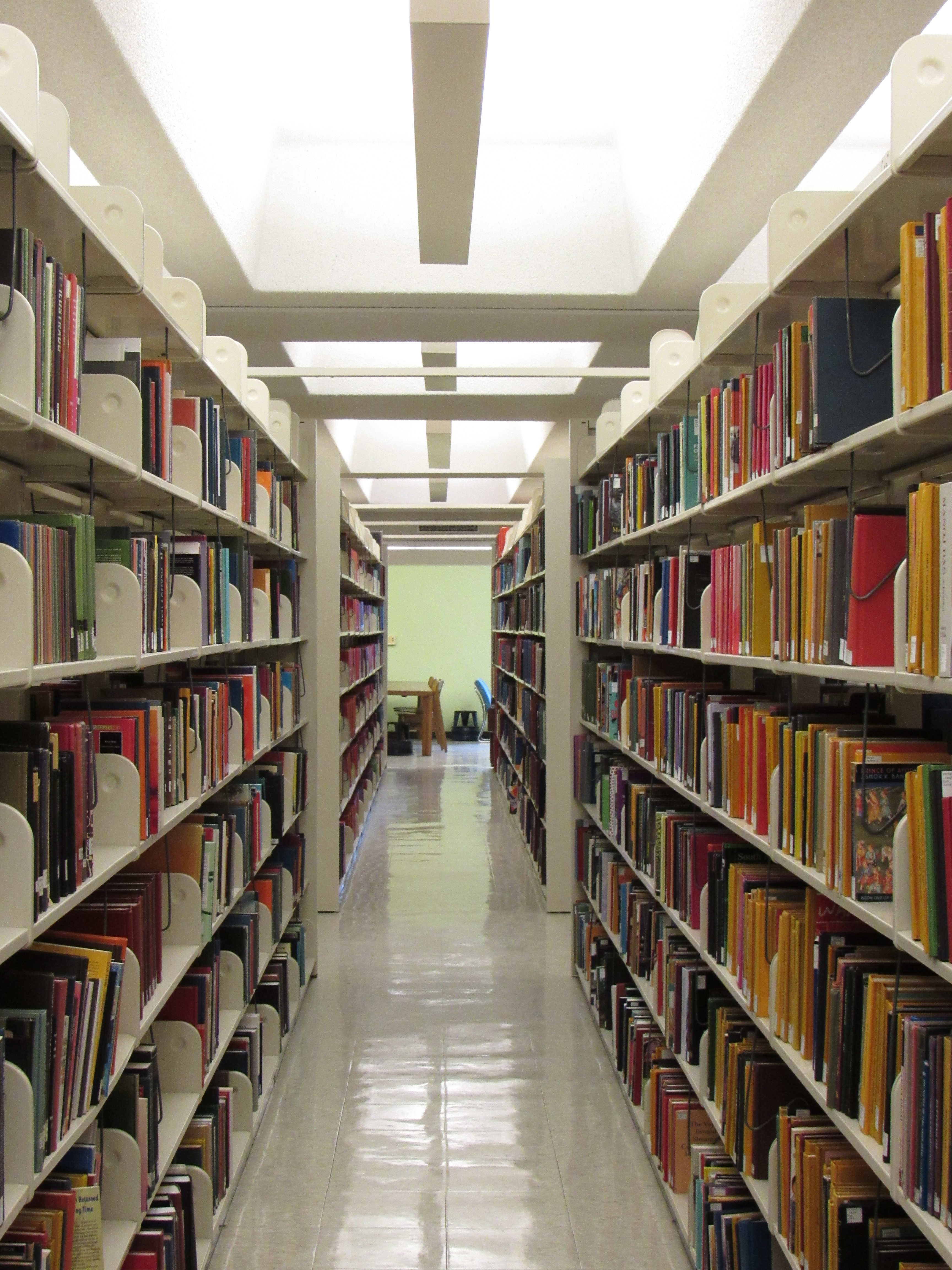
La Biblioteca Davis

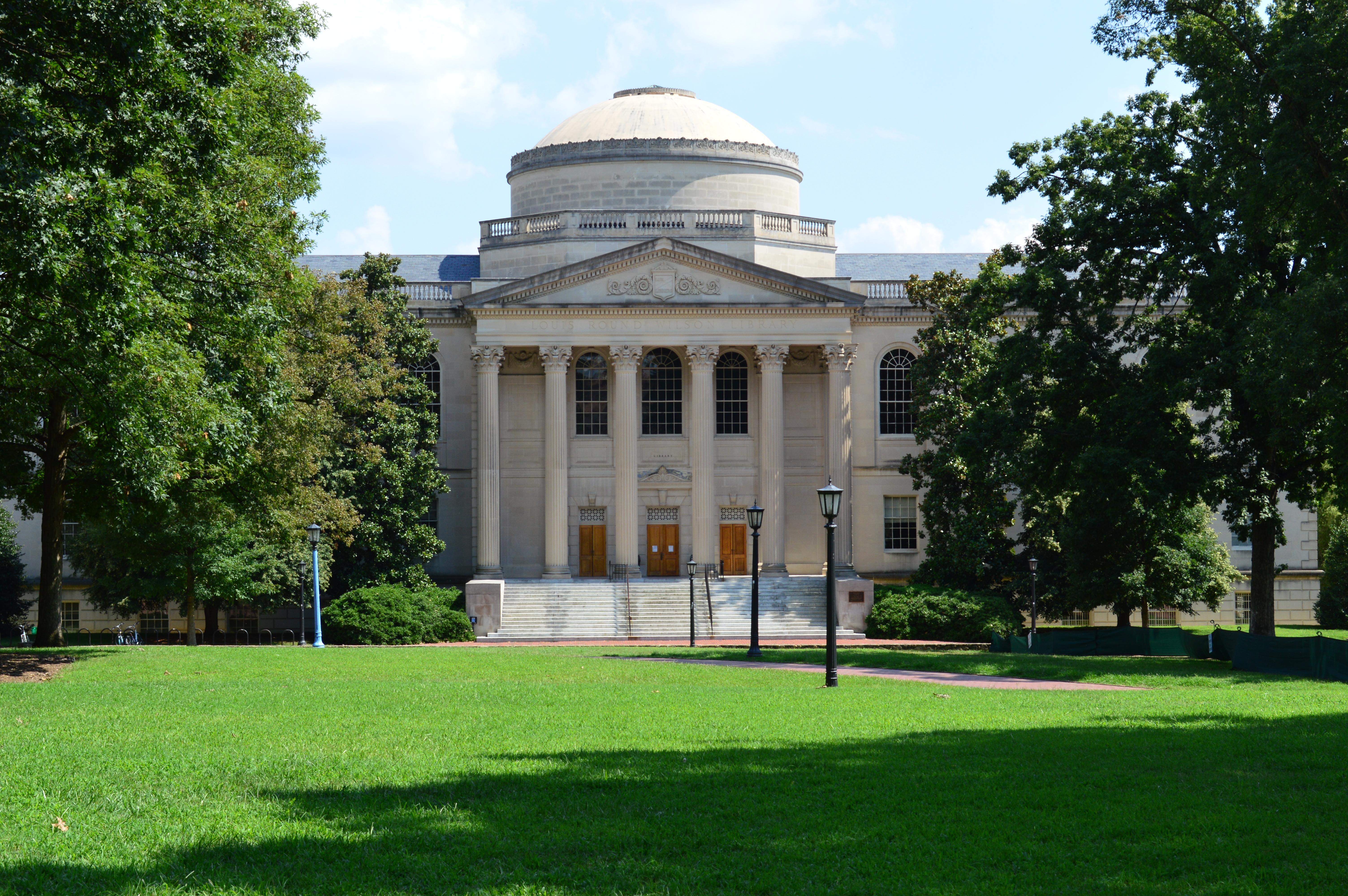
La Biblioteca Louis Round Wilson abrió sus puertas en 1929 y sirve como la biblioteca de fondos especiales.

El sistema de bibliotecas de la UNC Chapel Hill incluye una serie de bibliotecas particulares alojadas en todo el campus y cuenta con más de 7,0 millones de volúmenes en total. La colección de UNC Chapel Hill llamada "Colección Carolina del Norte" es la colección más grande y complera de volúmenes que cualquier otra de otro estado en todo el país. El conjunto sin precedentes de documentos literarios, visuales, y de los materiales de artefactos tiene cuatro siglos de historia y cultura de Carolina del Norte. La colección de Carolina del Norte está ubicada en la Librería Wilson, nombrada en honor de Louis Ronda Wilson, junto con la Colección de los Libros Raros y la Colección del Folklore del Sur. La universidad ha creado la ibiblio, una de las mayores colecciones del mundo de información libremente disponible, incluyendo software, música, la literatura, el arte, la historia, la ciencia, la política y los estudios culturales.
La Biblioteca Davis, situada cerca de La Fosa, es la principal biblioteca y la mayor instalación académica y construcción estatal de Carolina del Norte. Lleva el nombre del filántropo Walter Royal Davis de Carolina del Norte y abrió el 6 de febrero de 1984. El primer libro consultado de la Biblioteca Davis era de George Orwell: "1984". La biblioteca de licenciatura R.B. House está situada entre la zona de La Fosa y la Biblioteca Wilson. Lleva el nombre de Robert B. House, el Canciller de la UNC Chapel Hill de 1945-1957 y se abrió en 1968. En 2001, la Biblioteca R.B. House se sometió a una renovación de $9.9 millones de dólares que modernizó el mobiliario, equipos y la infraestructura del edificio. Antes de la construcción de la Davis, la biblioteca Wilson era la biblioteca principal de la universidad, pero ahora la Wilson acoge eventos especiales y casas de colecciones especiales, libros raros y exposiciones temporales.

## Ranking académico
En 2020, U.S. News & World Report clasificó en quinto lugar a UNC Chapel Hill entre las mejores universidades públicas en los Estados Unidos.
La universidad fue nombrada como "Public Ivy" por Richard Moll en su libro de 1985 The Public Ivies, una guía para las mejores universidades e instituciones de educación superior públicas de Estados Unidos en las que se da una educación de calidad análoga la de la "Ivy League", y en las guías posteriores por Howard y Matthew Greene. Muchas de las escuelas profesionales de UNC Chapel Hill han alcanzado un alto ranking en publicaciones como la revista Forbes, así como encuestas anuales de US News & World Report. En 2020, US News & World Report el programa de MBA de UNC Chapel Hill de la escuela de negocios calificó como el 20.º mejor en la nación. En la edición del 2011, US News & World Report clasificó la Escuela Gillings UNC Chapel Hill de salud pública mundial como la mejor escuela pública superior de la salud pública en los Estados Unidos, y en el segundo lugar de la escuela de salud pública en los Estados Unidos (detrás de la escuela mejor clasificado, Johns Hopkins y por delante de la tercera escuela clasificada, Harvard). La escuela Eshelman UNC Chapel Hill de Farmacia ocupó el segundo lugar entre las escuelas de farmacia en los Estados Unidos en el año 2012 por el US News & World Report. En 2005, Business Week clasificó el programa Executive MBA de UNC Chapel Hill de la escuela de negocios como el quinto mejor en los Estados Unidos. Otras escuelas altamente clasificadas incluyen periodismo y comunicación, la de derecho, biblioteca y ciencias de la información, la de medicina, la odontología, y la de ciudad y la planificación regional. A nivel nacional, la UNC Chapel Hill está entre las diez mejores universidades públicas de investigación. A nivel internacional, en 2015 QS World University Rankings clasificó a Carolina del Norte como la 79.º del mundo (en 2010 University rankings Times Higher Education World y QS World University rankings se dividieron las maneras de producir clasificaciones separadas).

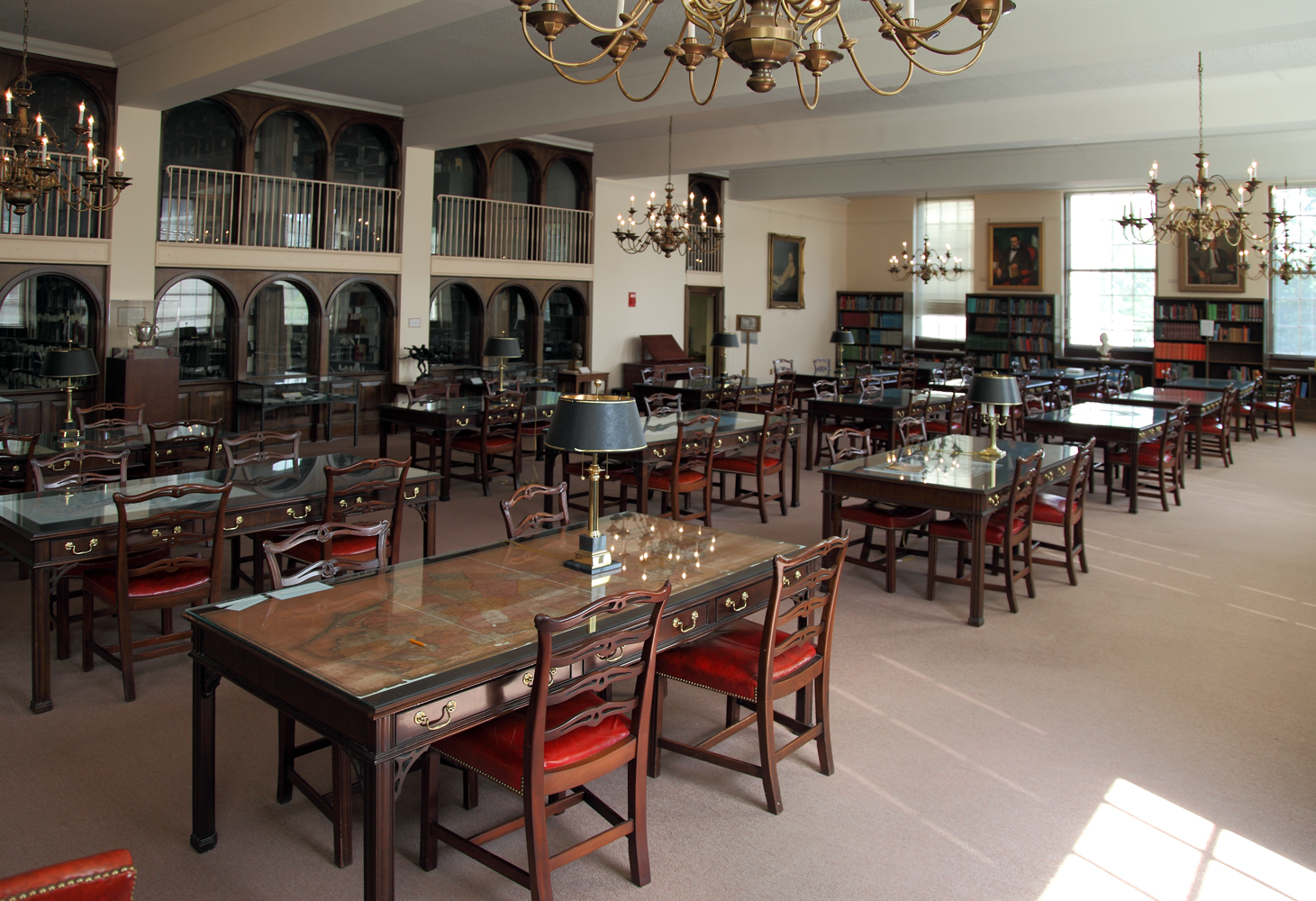
El NCC es la mayor colección de materiales impresos relacionados con un solo estado.

Los programas de grado de la UNC Chapel Hill están en el puesto 28 en los Estados Unidos por US News & World Report, y es clasificada entre las cinco mejores universidades públicas de la nación, justo detrás de la Universidad de Berkeley, Universidad de Virginia, UCLA y la Universidad de Míchigan. Kiplinger Personal Finance en 2015 clasificó a la UNC Chapel Hill como la número uno con "mejor valor" de universidad pública en el país. La Universidad también encabezó la lista de universidades con mejor valor de Princeton Review en 2014. Del mismo modo, la Universidad ocupa el primer lugar entre las universidades públicas y el noveno en general en "grandes escuelas, grandes precios", sobre la base de la calidad académica, el costo neto de la asistencia y la deuda promedio de los estudiantes. Junto con uno de los programas de honor más aclamados de la nación en una institución pública, la UNC Chapel Hill también tiene un mayor porcentaje de estudiantes que estudian en el extranjero que cualquier otra institución pública.
La Universidad es también un gran receptor de subvenciones y fondos del Instituto Nacional de Salud (NIH). Para el año fiscal 2014, la Universidad recibió $247,555,416 en fondos para la investigación del NIH. Esta cantidad hace a Chapel Hill la 7.ª destinataria general de fondos de investigación en la nación por el NIH.

## Becas

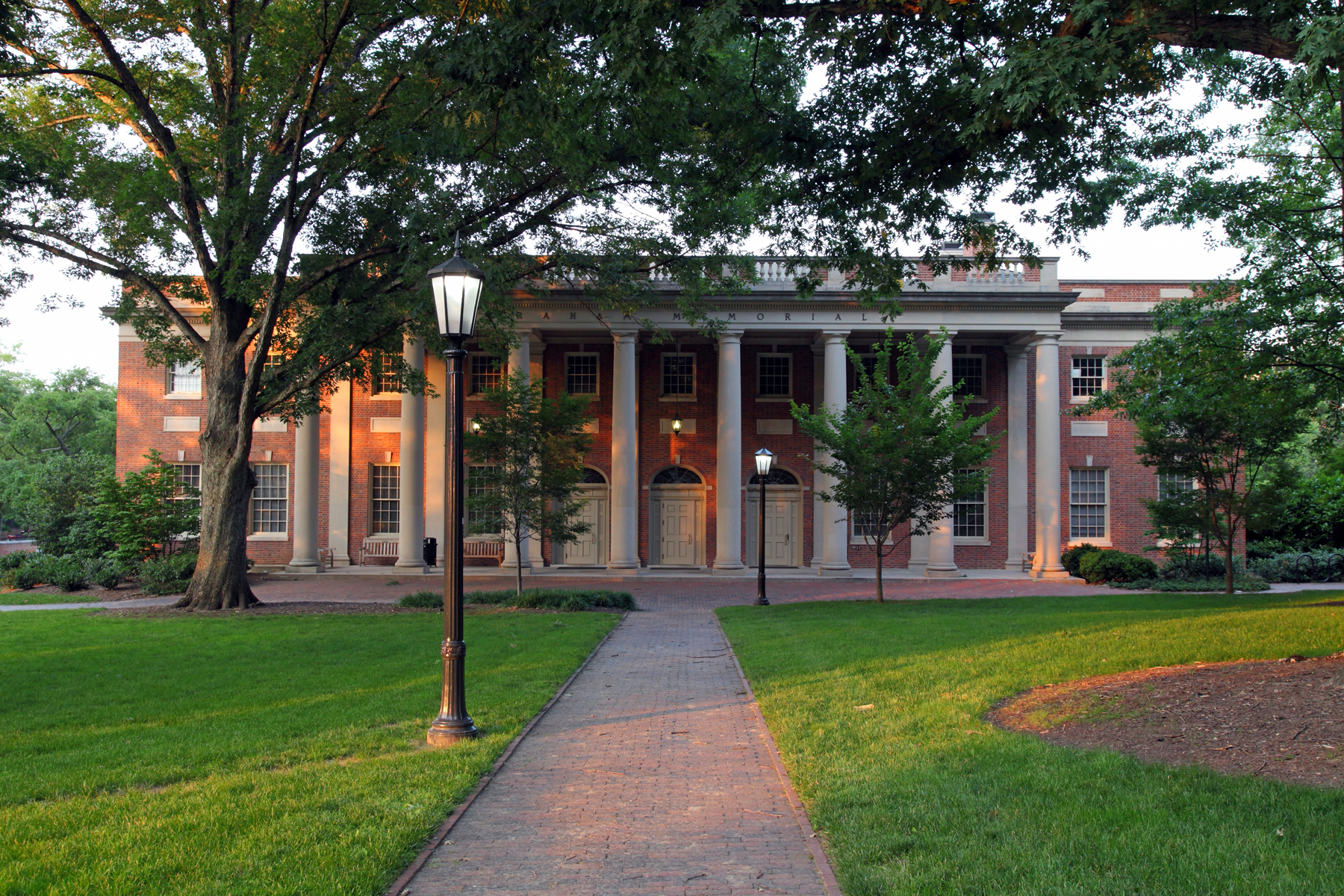
El Memorial Graham se encuentra junto a la calle Franklin y alberga la Oficina de Investigación de licenciatura y el programa de estudio de honores en el extranjero.

Durante décadas la UNC Chapel Hill ha ofrecido una beca de mérito de grado conocido como la Beca Morehead-Cain. Los beneficiarios reciben la matrícula, alojamiento y comida, libros, y los fondos para estudios de verano durante cuatro años. Desde el inicio del programa de la beca Morehead , 29 alumnos del programa han sido nombrados Académicos Rhodes. Carolina del Norte también cuenta con el Programa de Becarios Robertson, una beca de la concesión de los destinatarios dando la oportunidad de asistir a la UNC Chapel Hill y la vecina Universidad Duke. Además, la universidad ofrece becas basadas en el mérito, entre ellos el de Carolina, Coronel Robinson, y los programas Académicos Pogue, que ofrecen becas completas para estudiantes de fuera del estado.
En 2003, el canciller James Moeser anunció el Pacto de Carolina, que proporciona educación gratuita a estudiantes de bajos ingresos que están calificados académicamente para asistir a la universidad. El programa fue el segundo en la nación (después de Princeton) y el primero de su clase en una universidad pública. Cerca de otras 80 universidades han seguido el ejemplo.
Carolina del Norte está empatado en el mayor número de becas Rhodes entre las universidades públicas (47 desde 1902) con la Universidad de Virginia. Además, muchos estudiantes han ganado las becas Truman, Goldwater, Mitchell, Churchill, Fulbright, Marshall, Udall y Mellon.

## Escándalo académico-deportivo
De 1993 a 2011 UNC Chapel Hill ofrece cursos de estudio independiente dentro del Departamento de Estudios Africanos y Afroamericanos que le otorgó consistentemente altos grados, independientemente de la calidad de los trabajos presentados. Los trabajos de investigación finales no fueron calificados por miembros de la facultad y, en general han recibido solo una revisión superficial por un administrador. Durante el período de 18 años los cursos vieron a 3100 los inscritos, de los cuales un poco menos de la mitad eran atletas. Un informe publicado en octubre del 2014 del exfiscal Federal Kenneth L. Wainstein mostró que un número de profesores y administradores, incluyendo algunos miembros del departamento de soporte atlético y el director del Centro para la Ética Parr, tenían diferentes niveles de conocimiento sobre la naturaleza de los cursos. Los miembros del personal de apoyo deportivo expresaron su preocupación con el Colegio de Artes y Ciencias en múltiples ocasiones, pero fueron rechazados repetidamente por un Vicedecano, quien afirmó que los profesores tienen libertad para ejecutar sus clases como mejor les parezca; nueve empleados fueron finalmente terminados o puestos en revisión disciplinaria por su papel en las clases. En junio del 2015, la Comisión de la Asociación Sureña de Colegios y Escuelas de Universidades puso a UNC Chapel Hill, en un año de libertad condicional.

## Deportes

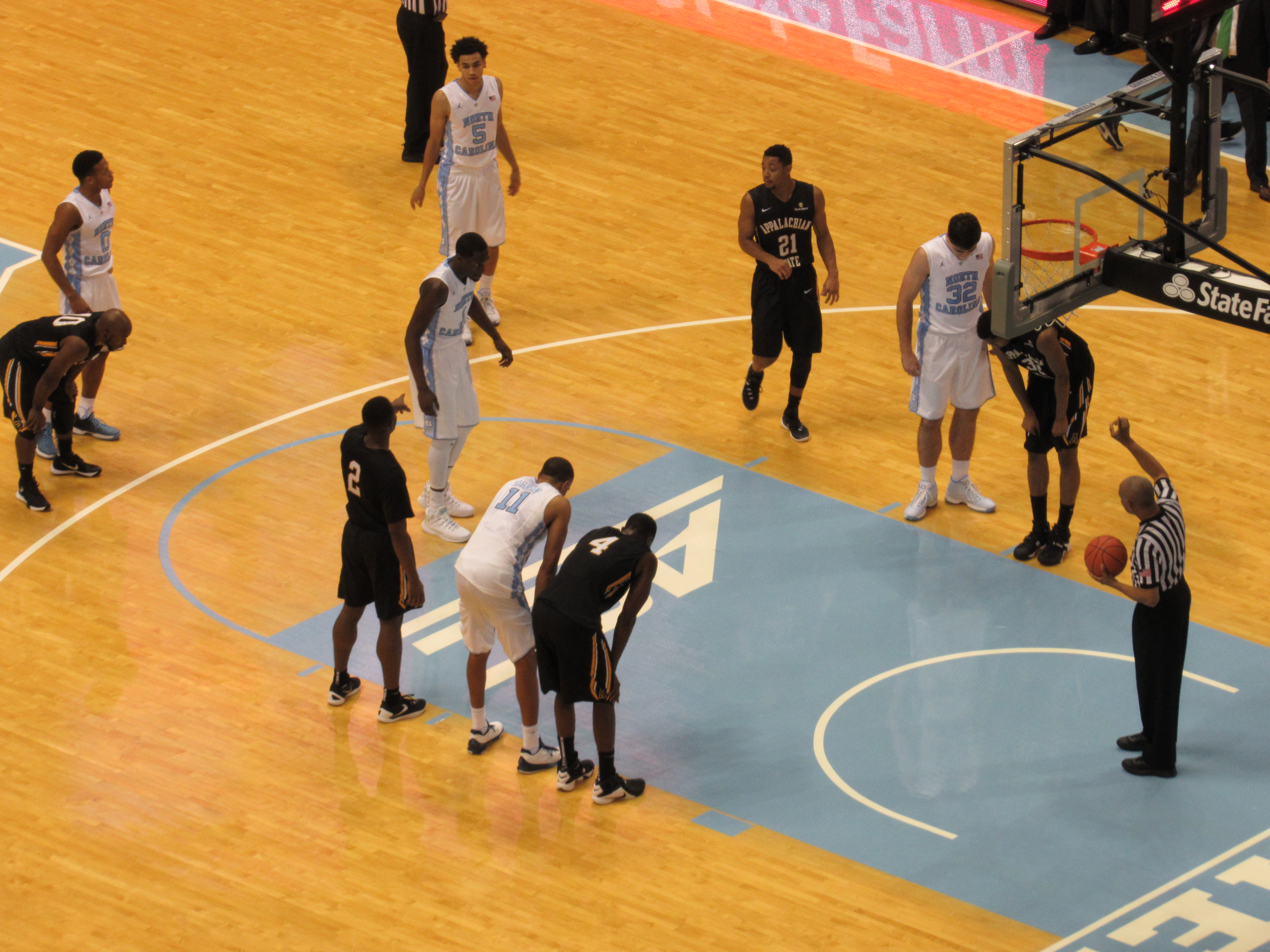

Los equipos deportivos de Carolina del Norte son conocidos como los Tar Heels (talones de alquitrán). Compiten como miembros de la National Collegiate Athletic Association (NCAA) División I nivel (Subdivisión de Fútbol Bowl (FBS) sub-nivel para el fútbol), compitiendo principalmente en la Atlantic Coast Conference (ACC) para todos los deportes desde la temporada 1953-54. Los deportes de los hombres incluyen béisbol, baloncesto, campo a través, esgrima, fútbol, golf, lacrosse, fútbol soccer, natación y buceo, tenis, atletismo y lucha libre, mientras que los deportes de las mujeres incluyen el baloncesto, campo a través, esgrima, hockey sobre hierba, golf, gimnasia, lacrosse, remo, fútbol  soccer, natación y buceo, tenis, atletismo y voleibol.
La NCAA se refiere a la UNC Chapel Hill como la "Universidad de Carolina del Norte" para los deportes. A partir del otoño del 2011, la universidad había ganado 40 campeonatos del equipo de la NCAA en seis deportes diferentes, octavo de todos los tiempos. Estos incluyen 21 campeonatos de la NCAA en el fútbol femenino, seis en el hockey sobre hierba femenino, cuatro de lacrosse masculino, cinco de baloncesto masculino, uno en el baloncesto femenino y dos en el fútbol masculino. El equipo de baloncesto masculino ganó su quinto campeonato de baloncesto de la NCAA en 2009, el segundo para el entrenador Roy Williams desde que asumió el puesto de entrenador al mando. Otros éxitos recientes incluyen la Copa 2011 de la universidad en el fútbol masculino y cuatro apariciones consecutivas de la universidad en la Serie Mundial por el equipo de béisbol desde 2006 hasta 2009. En 1994, los programas de atletismo de la universidad ganaron la Copa de Directores de Sears "de todos los deportes de campeonato nacional" premiado por rentabilidad acumulada en la competencia de la NCAA. El consenso de atletas colegiados nacionales del año de Carolina del Norte incluyen a Rachel Dawson en el hockey sobre hierba, Phil Ford, Tyler Hansbrough, Antawn Jamison, Vince Carter, James Worthy y Michael Jordan en el baloncesto masculino; y Mia Hamm (dos veces), Shannon Higgins, Kristine Lilly, y Tisha Venturini en el fútbol femenino.

### Rivalidades
La "Rivalidad Más Antigua del Sur" entre Carolina del Norte y su mayor rival, la Universidad de Virginia, fue prominente a lo largo del primer tercio del siglo XX. La 119.ª reunión en el fútbol entre dos de las mejores universidades públicas en el este se produjo en octubre del 2014.
Una de las rivalidades más feroces es con la Universidad Duke de Durham. Situada a solo ocho millas la una de la otra, las escuelas compiten regularmente en ambos aspectos deportivos y académicos. La rivalidad Carolina-Duke es más intensa, sin embargo, en el baloncesto. Con un total combinado de diez campeonatos nacionales de baloncesto masculino, los dos equipos han sido contendientes frecuentes para el campeonato nacional durante los últimos treinta años. La rivalidad ha sido el foco de varios libros, incluyendo el de Will Blythe Odiar así es ser feliz para siempre y fue el foco de la batalla documental de HBO La batalla de Tobacco Road: Duke vs Carolina. Duke era el mayor rival de Carolina de la década de 1930 hasta principios de 1960, cuando el programa deportivo de Duke disminuyó y cambió la rivalidad de Carolina hacia la Universidad Estatal de Carolina del Norte (North Carolina State University).
Carolina mantiene una rivalidad estatal con su compañero de La ruta del Tabaco, la Universidad Estatal de Carolina del Norte. La atención se desplazó de nuevo a Duke tras un descenso en el programa de baloncesto de North Carolina State desde mediados de la década de 1970 (y el resurgimiento del programa de baloncesto de Duke), pero la rivalidad a veces todavía se considera la más amarga del estado. Combinadas, las dos escuelas tienen siete campeonatos de la NCAA y 27 Campeonatos del CAC. Los estudiantes de cada escuela a menudo intercambian bromas de baloncesto y partidos de fútbol.

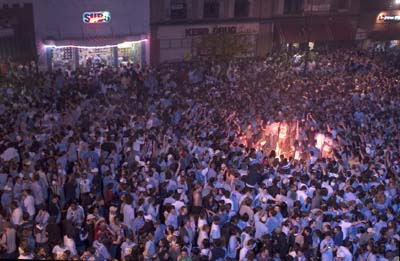
Celebración en la Calle Franklin tras la victoria contra Duke.

### Celebración en Franklin Street
Mientras que los estudiantes anteriormente llevaban a cabo desfiles "Beat Duke" en la calle Franklin previos a los eventos deportivos, hoy los estudiantes y los aficionados al deporte se ha sabido que se derraman fuera de bares y los dormitorios sobre la victoria de uno de los equipos de deportes de Carolina. En la mayoría de los casos, una celebración "hoguera" de la calle Franklin se debe a una victoria por el equipo de baloncesto masculino, aunque otras celebraciones en Franklin Street han provenido de victorias del equipo de baloncesto y del equipo de fútbol femenino. La primera celebración estudiantil conocida en la calle Franklin se produjo después de que un equipo de baloncesto de 1957 coronara su temporada perfecta con una victoria en el Campeonato Nacional sobre los Jayhawks de Kansas. A partir de entonces, los estudiantes han inundado la calle después de victorias importantes. Después de la victoria de una Final Four en 1981 y de que el equipo de baloncesto masculino ganara el campeonato de la NCAA de 1982, la calle Franklin fue pintada de azul por los aficionados que habían acudido a la calle. Este evento ha llevado a los proveedores locales a dejar de vender la pintura azul de los Tar Heels de North Carolina cerca del campeonato nacional.

## Mascota y apodo
Los equipos de la universidad están apodados como Tar Heels (talones del alquitrán), en referencia a la prominencia del siglo XVIII del estado como productor de alquitrán y brea. La relevancia cultural del apodo, sin embargo, tiene una historia compleja que incluye cuentos anecdóticos, tanto de la Guerra Civil Americana como de la Revolución Americana. La mascota es un carnero Dorset vivo llamado Ramsés, una tradición que se remonta a 1924, cuando el director del equipo trajo un carnero para el juego anual contra el Instituto Militar de Virginia, inspirado en la obra del exjugador de fútbol Jack "El Ariete" Merritt. El pateador le frotó la cabeza para la buena suerte antes de un gol de campo ganador, y el carnero se quedó. También hay una mascota de carnero antropomórfico que aparece en los juegos. El moderno Ramsés se representa en el sombrero de un marinero, haciendo referencia a un programa de entrenamiento de vuelo de la Marina de Estados Unidos que se afilió a la universidad durante la Segunda Guerra Mundial.

## El camino de Carolina
Dean Smith fue ampliamente conocido por su idea de "El Camino de Carolina", en el que desafió a sus jugadores a "Jugar duro, jugar de manera inteligente, jugar juntos". "El Camino de Carolina" fue una idea de la excelencia en el aula, así como en la cancha. En el libro del entrenador Smith, Sobre "El camino de Carolina", dijo el exjugador Scott Williams en relación con Dean Smith, "ganar fue muy importante en Carolina, y hubo mucha presión para ganar, pero el entrenador se preocupaba más por conseguir una buena educación y convertirnos en buenos ciudadanos más que de ganar".
El 22 de octubre del 2014 salió una publicación del Informe Wainstein alegando fraude académico institucionalizado que involucró a más de 3100 estudiantes y estudiantes atletas, durante un período de 18 años entre 1993 y 2011, que inició durante los últimos años de la era Dean Smith, empañando la imagen de "El camino de Carolina".  En el informe se afirma que al menos 54 jugadores durante la era Dean Smith se inscribieron en lo que llegó a ser conocido como "clases de papel". En respuesta a las acusaciones del informe Wainstein, la NCAA lanzó su propia investigación y el 5 de junio de 2015 se acusó a la institución de cinco violaciones importantes (incluyendo la falta de control institucional). Sports Illustrated ha llegado a decir que "El camino de Carolina" ya no es la abreviatura de todo lo que es admirable y saludable en los deportes de la universidad.

## Colores
Desde el comienzo del deporte universitario en la UNC Chapel Hill a finales del siglo XIX, los colores de la escuela han sido azul y blanco. Los colores fueron elegidos por la Sociedad de la Dialéctica (azul) y la Filantropía (blanco), la más antigua organización de estudiantes en la universidad. La escuela había requerido la participación en uno de los clubes, y tradicionalmente los "Di''s" eran de la parte occidental de Carolina del Norte, mientras que los "Phi's" eran de la parte oriental del estado.

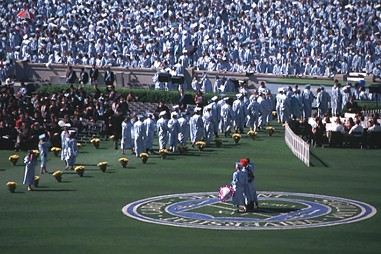
La ceremonia de apertura de 2007 en el Estadio Kenan Memorial.

Los miembros de la Sociedad usarían una cinta azul o blanca en las funciones universitarias, y las cintas azules o blancas se adjuntaban a sus diplomas en la graduación. En ocasiones públicas, ambos grupos estaban representados por igual, y, finalmente, ambos colores fueron utilizados por los líderes profesionales para significar la unidad de ambos grupos como parte de la universidad. Cuando el fútbol se convirtió en un deporte colegial popular en los años 1880, el equipo de fútbol americano de North Carolina adoptó el azul claro y blanco de las Sociedades Di-Phi como los colores de la escuela.

## Himnos
Notables entre una serie de canciones comúnmente tocadas y cantadas en varios eventos tales como comienzo, convocación, y juegos deportivos son las canciones de la lucha de la universidad "Soy un talón de alquitrán" y "Aquí viene Carolina". Las canciones de la lucha son a menudo interpretadas por el campanario cerca del centro del campus, así como después de grandes victorias. "Soy un Tar Heel Born" se originó a finales de 1920 como una etiqueta para el alma mater de la escuela, "Hark The Sound". "Escucha los sonidos" se toca generalmente al final de los juegos, pero en los últimos tiempos se ha tocado al comienzo de los juegos también.
El Instituto de Música Folk en la Universidad de Carolina del Norte en Chapel Hill fue fundada por Lamar Stringfield en 1930, seguido de la fundación de la Sinfónica de Carolina del Norte en 1932.

## Vida estudiantil

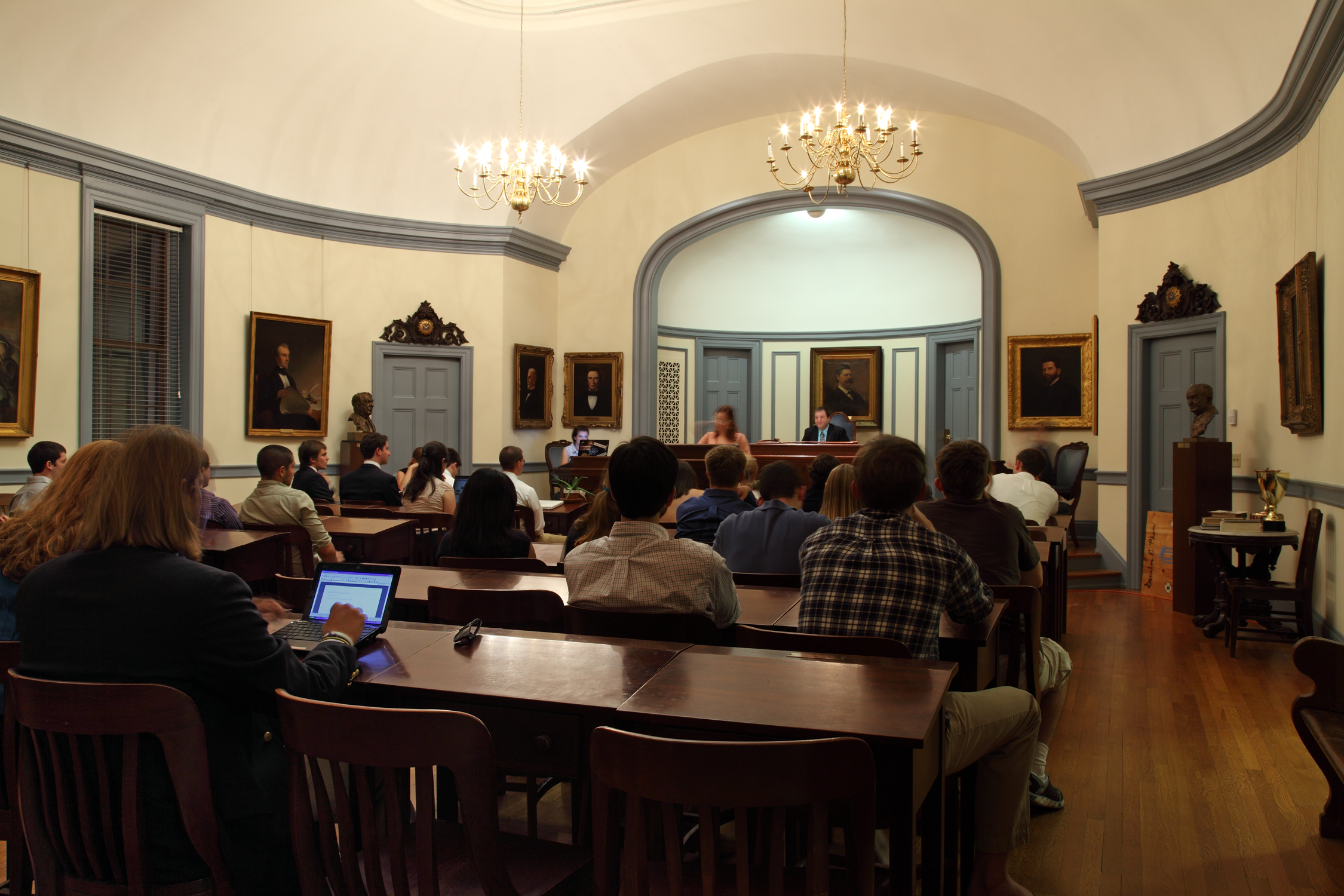
Las Sociedades Dialécticas y Filantrópicas de la Universidad de Carolina del Norte en Chapel Hill fueron fundadas en 1795 y tienen debates cada semana en el edificio New West.

## Organizaciones y actividades
La mayoría de las organizaciones de estudiantes de UNC Chapel Hill son reconocidas y reciben asistencia de la Unión de Carolina, una unidad administrativa de la universidad. La financiación se deriva de la cuota de la actividad de alumno gobierno del estudiante, que se asigna en la discreción del congreso de estudiantes.
La recaudación de fondos más grande de los estudiantes, el Maratón de Danza UNC Chapel Hill, involucra a miles de estudiantes, profesores y miembros de la comunidad en la recaudación de fondos para el Hospital Infantil de Carolina del Norte. La organización lleva a cabo actividades de recaudación de fondos y voluntariados durante todo el año y, a partir del 2008, ha donado $1.4 millones de dólares desde su creación en 1999.
La universidad también es notable por su Campus Y Archivado el 25 de enero de 2012 en Wayback Machine., el centro de la justicia social en el campus que alberga muchas organizaciones de servicio y concentrados a nivel internacional. El Campus Y fue fundado en 1859, y se observa como un "líder en la discusión y el diálogo en el campus y fuera del campus en servicio y activismo". El Campus Y era el centro de muchos movimientos progresistas dentro de la universidad, incluyendo la integración racial de los estudiantes, el esfuerzo por mejorar los salarios y las condiciones de trabajo de los empleados de la Universidad, y el establecimiento del Centro Sonja Haynes Stones para la Cultura Negra e Historia. La Y es un conjunto de muchas organizaciones específicas y externas de la UNC Chapel Hill, tales como, Carolina Kickoff, Nutrir Internacional, Iniciativa Microfinanzas Carolina, Homeless Outreach y Erradicación de la Pobreza (HOPE), y la instrucción del proyecto.

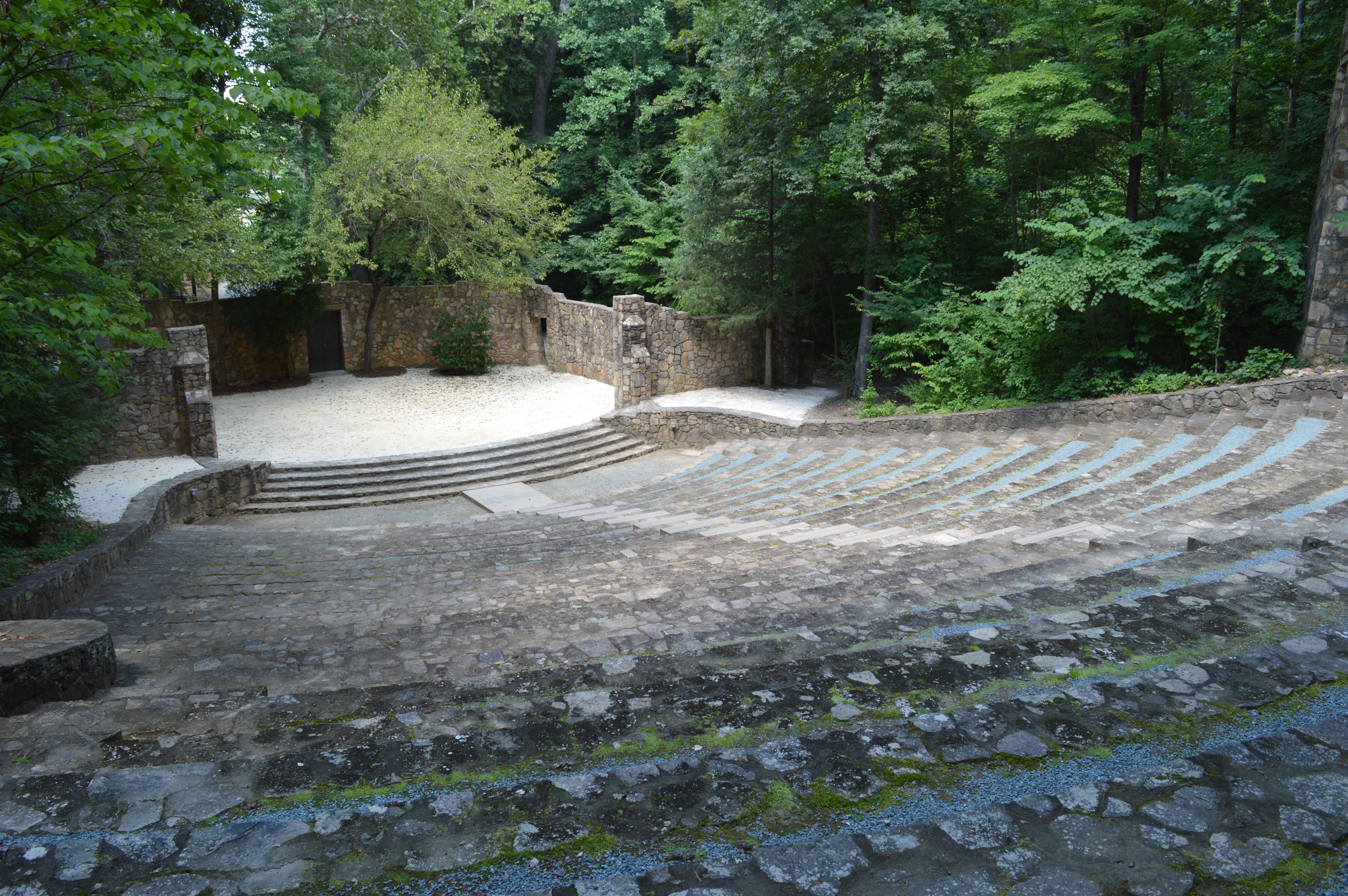
El teatro del bosque fue utilizado por primera vez para el teatro al aire libre en 1916 y para celebrar el tercer centenario de la muerte de Shakespeare.

El periódico dirigido por los estudiantes El Daily Tar Heel está altamente clasificado por The Princeton Review, y recibió el Premio Nacional de Marcapasos 2004-5 de la Associated Prensa Asociada Colegiada. Fundada en 1977, WXYC 89.3 FM es una estación de radio estudiantil de la UNC Chapel Hill que se transmite las 24 horas del día, los 365 días del año. La programación se puede designar a los estudiantes DJ. WXYC normalmente reproduce música poco escuchada de una amplia gama de géneros y épocas. El 7 de noviembre de 1994, WXYC se convirtió en la primera estación de radio en el mundo en transmitir su señal a través de internet. Una estación de televisión dirigida por estudiantes, STV, se transmite por el cable del campus y en todo el sistema de cable de Chapel Hill Time Warner. Fundada en 1948 como sucesora de la Revista Carolina el Carolina Quarterly, editado por estudiantes graduados, ha publicado las obras de numerosos autores, entre ellos Wendell Berry, Raymond Carver, Don DeLillo, Annie Dillard, Joyce Carol Oates, y John Edgar Wideman. Las obras que aparecen en el Quarterly han sido antologías de historias en Best American Short Stories y New Stories from the South y han ganado los premios Pushcart y O. Henry.
Residence Hall Association, es la tercera mayor organización dirigida por estudiantes de la escuela, se dedica a mejorar la experiencia de los estudiantes que viven en residencias estudiantiles. Esto incluye poner programas sociales, educativos y filantrópicos para los residentes; el reconocimiento de los residentes y miembros destacados; y ayudar a los residentes a que se conviertan en líderes exitosos. La organización está a cargo de 8 estudiantes ejecutivos; 16 estudiantes gobernadores que representan a cada comunidad de la residencia; y numerosos miembros del gobierno de la comunidad. RHA es la organización del campus de NACURH, la organización de estudiantes más grande en el mundo. En 2010, la organización ganó el Premio nacional RHA Building Block Award, que se otorga a la escuela con la organización RHA que más ha mejorado.

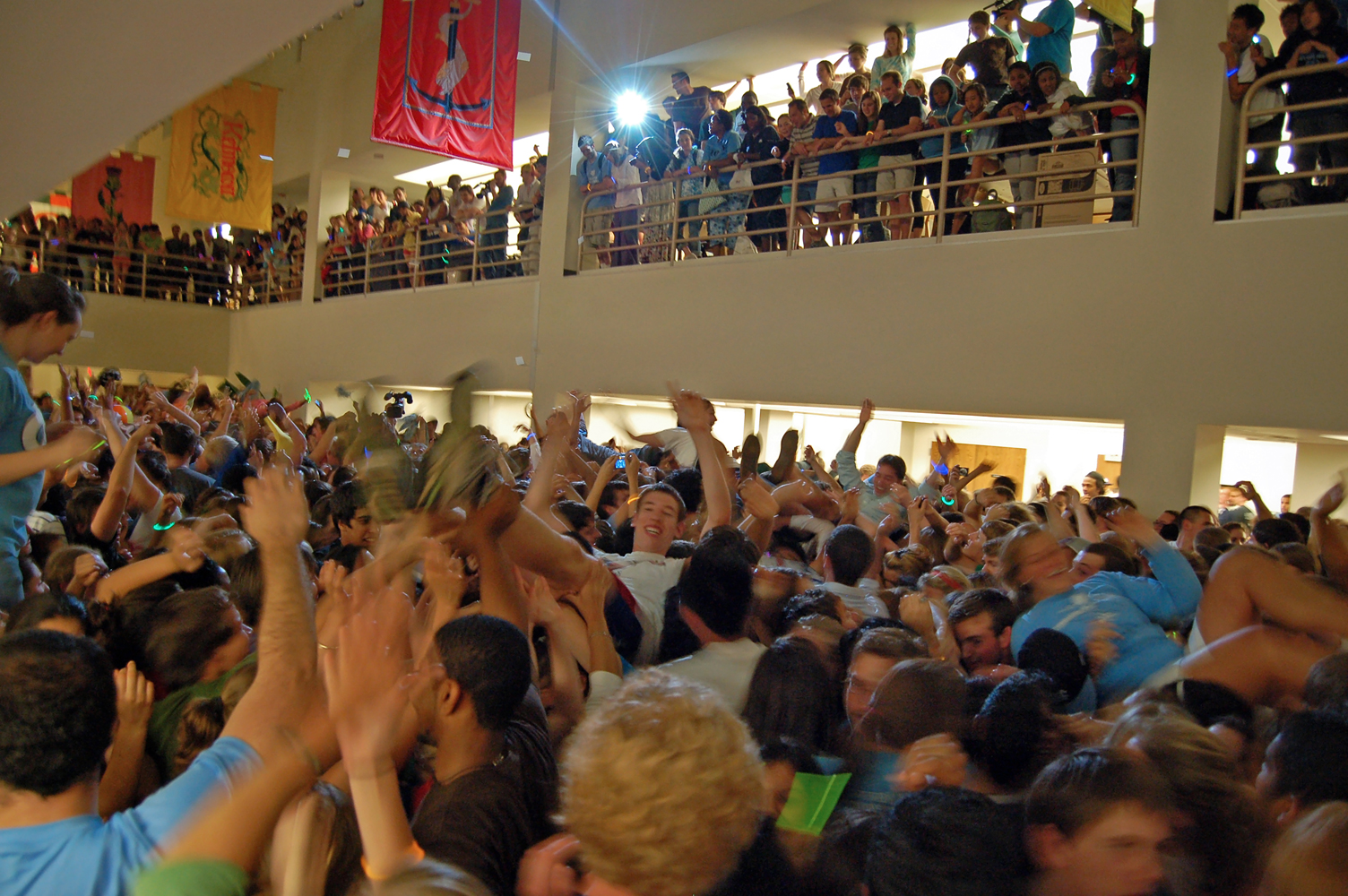
Al final de cada semestre, los estudiantes organizan una fiesta de baile flash mob en la biblioteca.

Los equipos atléticos de la universidad son compatibles con los Marching Tar Heels, que es la banda de música de la universidad. Toda la banda de 275 voluntarios miembros está presente en todos los partidos locales de fútbol, y las bandas de ánimo más pequeñas tocan en todos los juegos de baloncesto locales. Cada miembro de la banda también requiere tocar en al menos una de las bandas de cinco palabras de ánimo que se pueden escuchar en los eventos deportivos de los otros 26 deportes.
UNC Chapel Hill tiene una compañía de teatro regional en la residencia, la Playmakers Repertory Company, y recibe danza, teatro y actuaciones musicales regulares en el campus. La escuela cuenta con un anfiteatro de piedra al aire libre conocido como el Teatro del Bosque que se utiliza para bodas y producciones teatrales. El Teatro del Bosque está dedicado al profesor Frederick Koch, el fundador de los Playmakers Carolina y el padre del teatro popular de América.
Muchas fraternidades y hermandades de mujeres en el campus pertenecen a la National Panhellenic Conference (NPC), el Consejo de Inter-fraternidad (CFI), Consejo de la Alianza griega, y el Consejo Nacional Panhelénico (NPHC). A partir de la primavera del 2010, 18% de los estudiantes eran griegos (1146 hombres y 1693 mujeres de un total de 17.160 en total). El número total de horas de servicio comunitario completados para el semestre de primavera del 2010 por cofradías y hermandades era de 51.819 horas (en promedio 31 horas / persona). UNC Chapel Hill también ofrece fraternidades profesionales y de servicio que no tienen casas, pero todavía son reconocidas por la escuela. Algunas de las sociedades de honor del campus incluyen: la Orden del Toisón de Oro, la Orden del Grial-valquirias, la Orden de Old Well la Orden de la Torre de la Campana, y la Sociedad Frank Porter Graham Honor.
El gobierno estudiantil en Carolina se compone de una rama ejecutiva encabezada por el presidente del cuerpo estudiantil, una rama legislativa compuesta de un congreso de estudiantes seleccionados, y una rama judicial que incluye el corte de honor y Tribunal Supremo estudiantil. El Comité de reforma judicial creó el Instrumento de gobierno judicial del estudiante, que describe el actual Código de Honor y sus medios de ejecución en 1974. En la actualidad, Carolina cuenta con uno de los únicos sistemas judiciales por estudiantes en la nación. Todas las violaciones de conducta académica, la mayoría son manejadas por el sistema de honor dirigido por los estudiantes. Anteriormente, las Sociedades dialécticas y filantrópicas, junto con otras organizaciones del campus apoyaban las preocupaciones de los estudiantes.

## Comedor

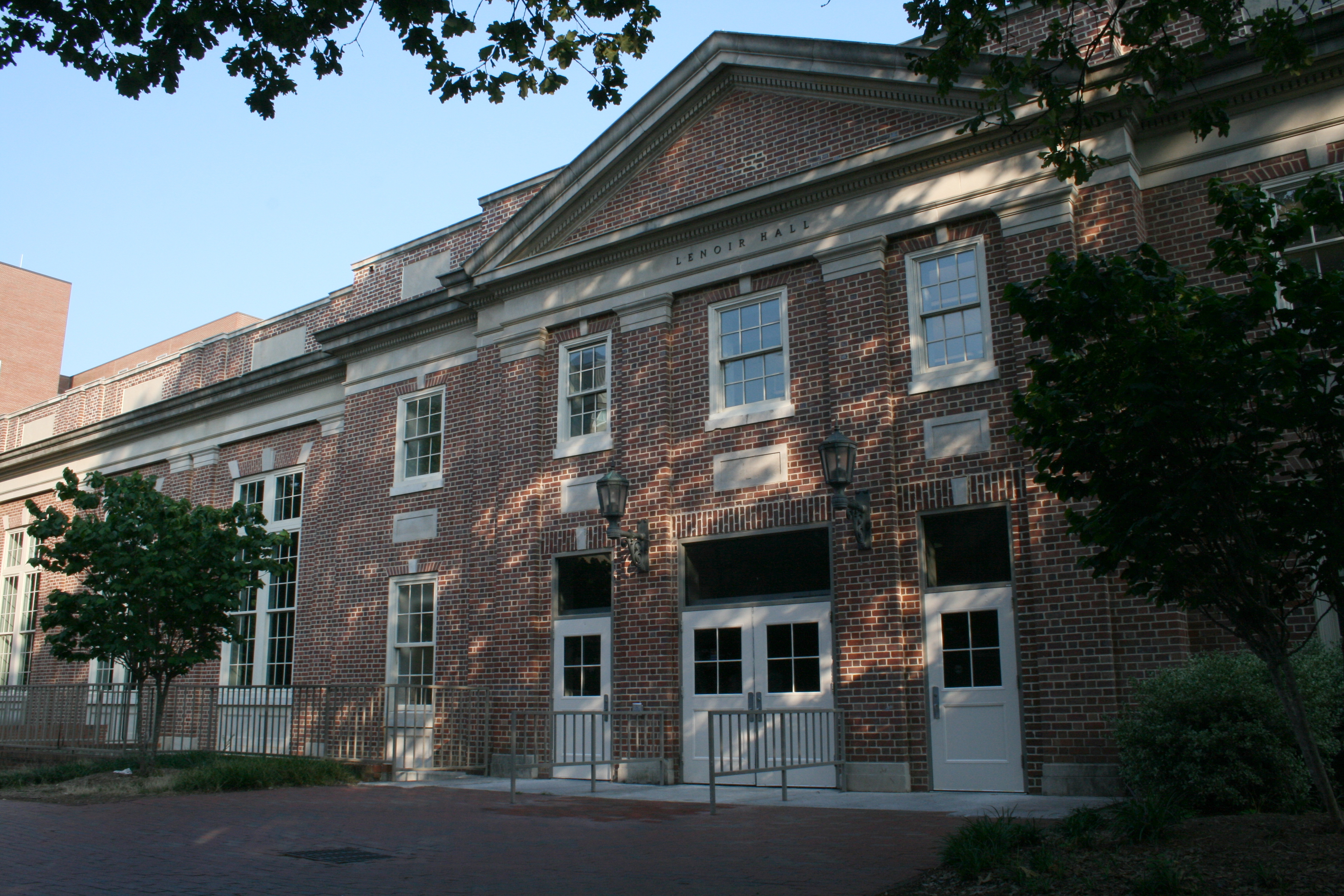
Comedor Lenoir

El comedor Lenoir se completó en 1939 y se abrió para dar servicio a los estudiantes al regresar de vacaciones de la Navidad en enero de 1940. El edificio recibió ese nombre en honor al general William Lenoir, primer presidente de la Junta de Síndicos de la Universidad en 1790. El nuevo salón comedor Rams Head Dining Hall tiene capacidad para 1300 personas y para servir 10 000 comidas por día. Cuenta con una amplia zona de comedor, dos salas de tamaño mediano, oficinas del personal de servicio de alimentos, cocina, áreas de preparación de alimentos, almacenamiento y una cafetería Starbucks.
El centro comedor Rams Head Dining Center fue abierto a los estudiantes en marzo del 2005. Incluye el Salón Comedor Rams Head, Starbucks, y el Mercado Rams Head. Se abrió al ofrecer más opciones de servicio de comidas a los estudiantes que viven en el campus sur. Además se ampliaron las horas de los comedores de 9 p. m. - 12 de la mañana, los estudiantes le refieren como "De madrugada".

## Alojamiento

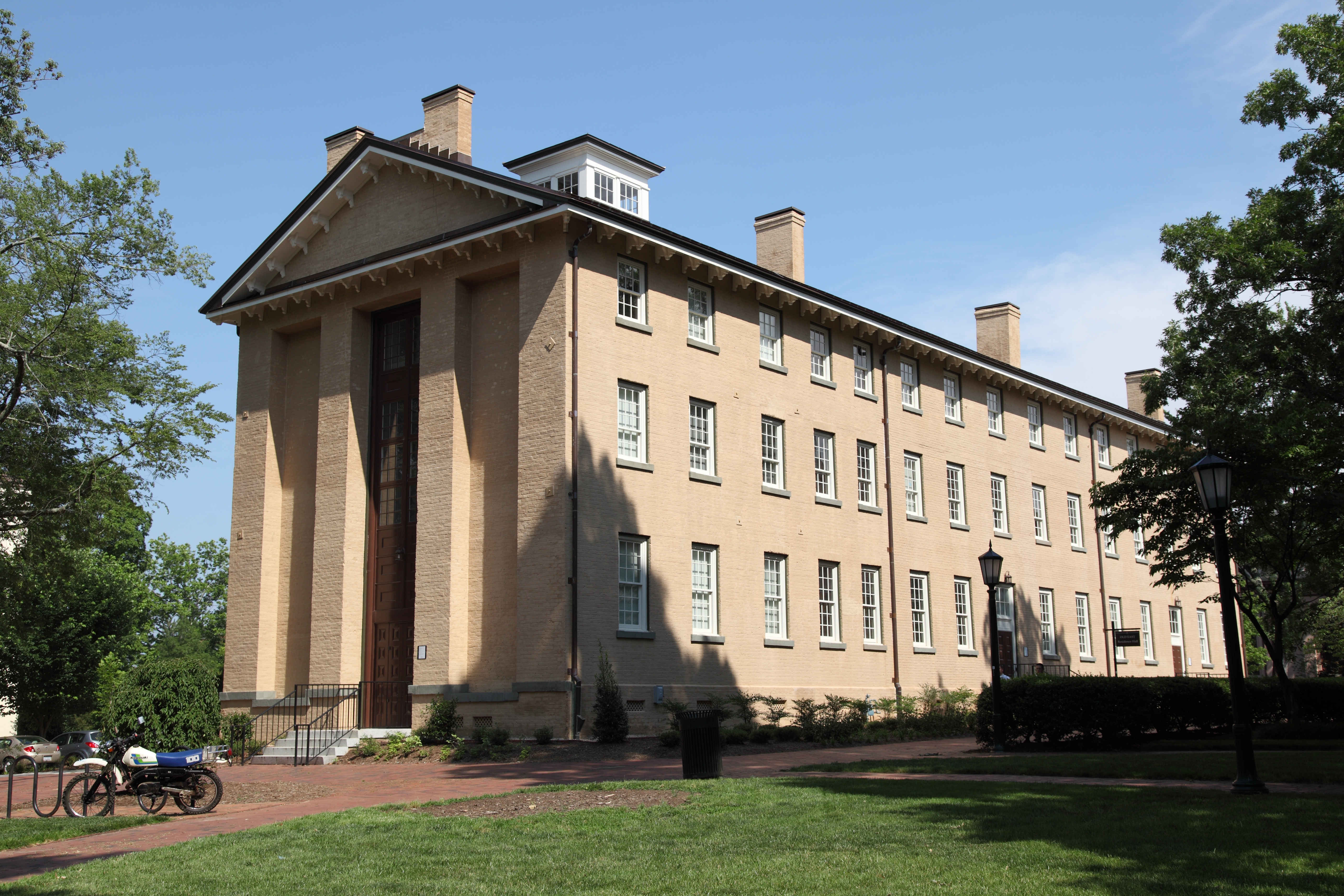
Edificio de Residencias Old East Residence Hall, construido en 1793.

En el campus, el Departamento de Vivienda y Educación Residencial gestiona treinta y dos residencias, agrupadas en trece comunidades. Estas comunidades varían desde el Campus Olde Campus Upper Quad Community que incluye el antiguo salón de residencias del este, Old East Residence Hall el edificio más antiguo de la universidad, a las comunidades modernas, como Manning West, terminada en 2002. Además de las residencias, la universidad supervisa un adicional de ocho complejos de apartamentos organizados en tres comunidades, Ram Village, Odum Village, y Baity Hill Student Family Housing. Junto con la temática de la vivienda se centran en idiomas extranjeros y de estar libre de sustancias, también hay "comunidades aprendizajes de vida" que han sido formados por las necesidades específicas sociales, relacionadas con el género o necesidades académicas. Un ejemplo es UNITAS, patrocinado por la Departamento de Antropología, donde a los residentes se les asigna compañeros sobre la base de las diferencias culturales o raciales más que similitudes. Tres complejos de apartamentos ofrecen alojamiento para familias, estudiantes graduados, y algunos alumnos de segundo ciclo. Junto con el resto del plantel, todas las residencias, apartamentos y sus zonas circundantes están libres de humo. A partir de 2008, el 46% de todos los estudiantes viven en residencias universitarias proporcionadas.

## Alumnado

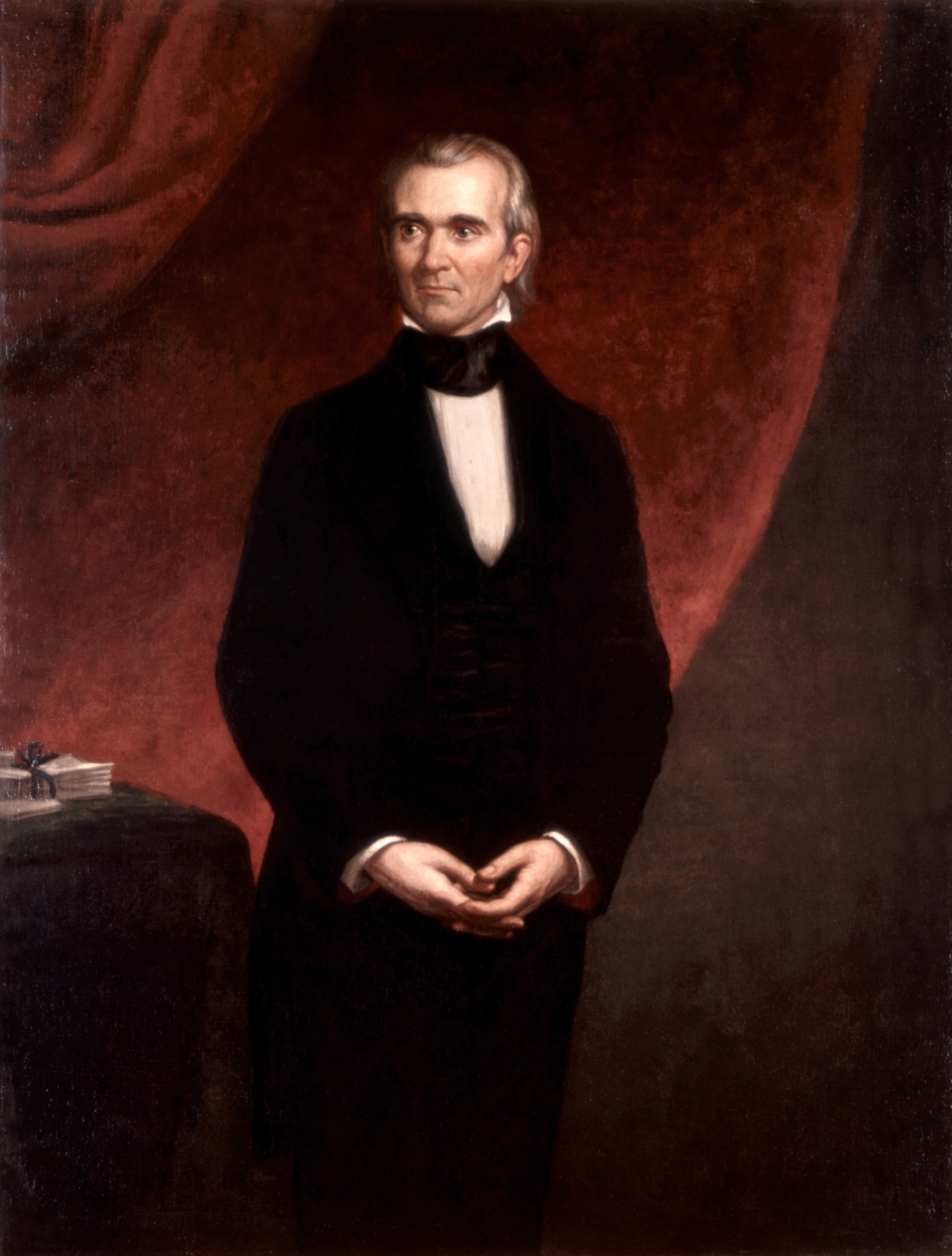
James K. Polk fue presidente de los Estados Unidos de 1845 a 1849.

Con más de 300.000 exalumnos, Carolina del Norte tiene una de las más grandes y antiguos grupos de alumnos más activos en América. Muchos de los Tar Heels han alcanzado la prominencia local, nacional e internacional. James K. Polk sirvió como presidente de los Estados Unidos por un único período, William R. King fue el decimotercer vicepresidente de los Estados Unidos. Carolina del Norte ha producido muchos senadores de Estados Unidos incluyendo Paul Wellstone y Thomas Lanier Clingman, junto a múltiples representantes de la Cámara de como Virginia Foxx e Ike Franklin Andrews. Algenon L. Marbley y Thomas Settle han recibido cargos de juez federal. El exsecretario de Guerra y Secretario del Ejército Kenneth Claiborne Royall y el quinto secretario de prensa de la Casa Blanca, Jonathan W. Daniels fueron graduados de Carolina del Norte. Peaches Golding fue nombrado por Su Majestad por la Reina Isabel II como Alto Sheriff de la ciudad y el condado de Bristol 2010 -2011, la primera mujer negra Alto Sheriff y en segundo lugar solamente negro de alta. Sheriff en más de 1000 años.

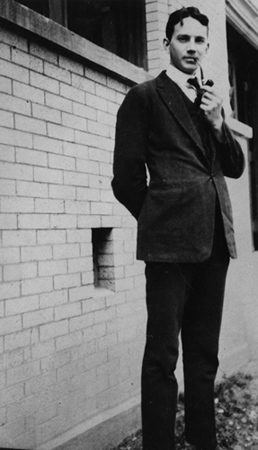
Thomas Wolfe sigue siendo uno de los escritores más importantes de la literatura americana moderna, autor de obras como Look Homeward, Angel y de Of Time and the River.

Tar Heels también han hecho una marca en la cultura pop. Andy Griffith y John Forsythe se convirtieron en actores exitosos. Stuart Scott, Woody Durham, y Mick Mixon se han convertido en comentaristas deportivos. El historiador de la guerra civil y escritor Shelby Foote, el columnista deportivo Peter Gammons, y el ganador del premio Pulitzer Lenoir Chambers todos se graduaron de Carolina del Norte. Otros escritores notables que han asistido a la UNC Chapel Hill incluyen a Thomas Wolfe, que tiene un monumento en el campus; ganadores del Premio Nacional del Libro Walker Percy, Hayden Carruth, y Charles Frazier; ganador del Premio Dos Passos Russell Banks; El ganador del premio National Book Critics Circle Award Ben Fountain; el finalista del Premio Pulitzer Lidia Millet; el columnista del New Yorker Joseph Mitchell; el escritor de National Geographic John Patric; Armistead Maupin; y los poetas notables Lawrence Ferlinghetti y el ganador del Premio Bollingen Edgar Bowers. El periodista de televisión Charles Kuralt, galardonado con tres premios Peabody, es un graduado de la UNC Chapel Hill. El tres veces ganador del premio Pulitzer, caricaturista político Jeff MacNelly se graduó de Carolina. Rhett y Link el dúo cómico de medios de Internet-populares son ambos graduados de la Universidad de Carolina del Norte, que reciben grados en Ingeniería Civil e Ingeniería Industrial. Caleb Bradham,  el inventor del popular refresco Pepsi-Cola, fue miembro de la Sociedad Filantrópica y de la clase de 1890. 
Los Tar Heels han dejado su huella en la cancha de baloncesto con el entrenador de la Universidad Metodista del Sur, Larry Brown, ganador del título de coach Roy Williams, el gerente general de Los Lakers de Loa Ángeles, Mitch Kupchak jugadores de la universidad, ganadores de los premios del año George Glamack, Lennie Rosenbluth, Antawn Jamison y Tyler Hansbrough del Naismith Memorial Salón de la Fama de Baloncesto, están Michael Jordan, Billy Cunningham y Robert McAdoo el gran defensa Bobby Jones y estrella de la NBA Vince Carter. Otros Tar Heels notables incluyen a los jugadores de fútbol Lawrence Taylor y Dre Bly las estrellas del fútbol Mia Hamm, Ashlyn Harris, Heather O'Reilly, Meghan Klingenberg, Whitney Engen, Allie Long, Lori Chalupny y Tobin Heath, los más destacables de béisbol Dustin Ackley y BJ Surhoff y los jugadores olímpicos April Heinrichs y Vikas Gowda.
.

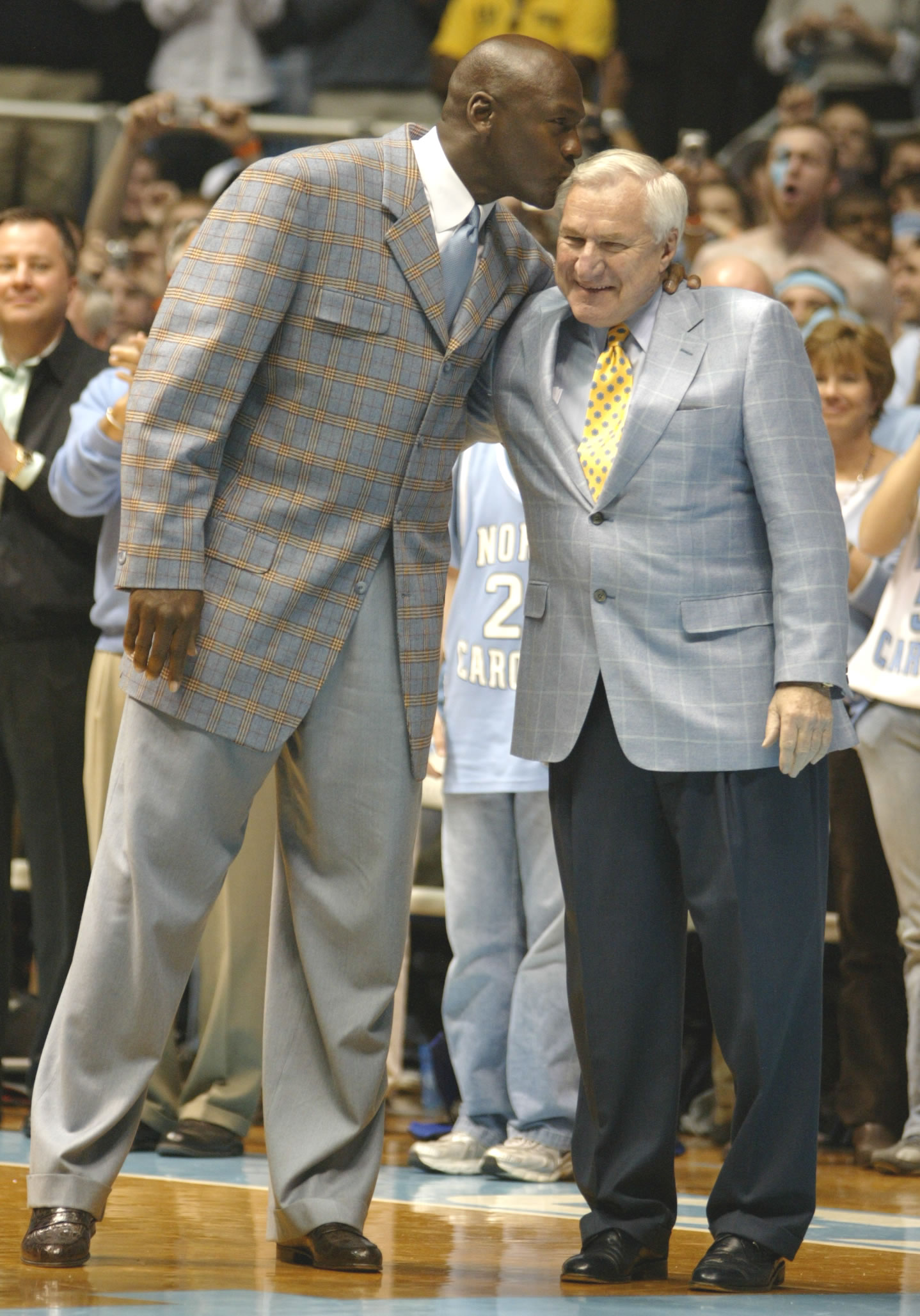
Michael Jordan jugador de baloncesto, junto a Dean Smith (derecha) en 2007. Mientras asistía a la Universidad de Carolina del Norte, Jordan ayudó a que los Tar Heels ganaran el campeonato de la NCAA de 1982 con un tiro ganador

Muchos de los Tar Heels se han convertido en líderes de negocios. Entre los líderes se incluyen Jason Kilar, el ex CEO de Hulu; Howard R. Levine, el presidente del consejo y CEO de Family Dollar; Paul Kolton, presidente de la Bolsa de Valores de Estados Unidos; Julian Robertson, fundador de Tiger Management Corp; Bill Ruger, fundador de Sturm, Ruger; Warren Grice Elliott, expresidente de la Línea Ferroviaria de la Costa atlántica; Allen B. Morgan, Jr, fundador y ex CEO de Morgan Keegan & Company; Ken Thompson, el expresidente y CEO de Wachovia; Hugh McColl,, el ex CEO de Bank of America; Sallie Krawcheck el exdirector financiero de Citigroup Inc. y William Johnson, el actual presidente y CEO de Progress Energy, y John A. Allison IV, ex director general de BB&T.